# Martin
Martin ist ein männlicher Vorname und ein Familienname. Die weibliche Form des Namens lautet Martina. Der Nachname Martin ist in vielen Ländern verbreitet. In Frankreich zum Beispiel ist er der häufigste Familienname und auch im englischsprachigen Raum tragen viele diesen Nachnamen.

## Herkunft und Bedeutung
Der Name Martin kommt vom lateinischen Martinus. Martinus ist das Adjektiv zum römischen Kriegsgott Mars. Entsprechend bedeutet der Name „dem Gotte Mars gehörig“.

## Verbreitung
Als christlicher Vorname verdankt der Name seiner Beliebtheit durch den heiligen Martin von Tours im 4. Jahrhundert. Ende des 19. Jahrhunderts war Martin ein mäßig genutzter Vorname in Deutschland. Seine Beliebtheit sank dann zunächst und stieg Ende der 1940er-Jahre stark an. Ab Ende der 1950er-Jahre war der Name unter den zwanzig am meisten vergebenen Jungennamen, gegen Mitte der 1980er sogar einige Male unter den zehn ersten. Mit Anfang der 1990er-Jahre nahm seine Beliebtheit dann schnell ab.
Der Name Martin kommt in Österreich seit 1984 jährlich in den Hitlisten vor. Bis 1990 lag er durchgehend in den Top-10 und bis 2010 in den Top-50. Seine Popularität geht aber stetig zurück. Im Jahr 2023 belegte er Rang 77. Von 1984 bis 2023 wurden etwa 22.200 Jungen so genannt. In der Schweiz wird der Name seit 1930 jedes Jahr bei der Namenswahl berücksichtigt. Von 1954 bis 1984 befand er sich dauerhaft in den Top-10 der Hitlisten. Seit Ende der 1990er Jahre liegt er nicht mehr in den Top-50. Von 1930 bis 2023 wurde der Name circa 40.500 Mal vergeben. Die Vergabe ist auch in Liechtenstein nachgewiesen.
In Frankreich wird der Name seit 1900 jedes Jahr vergeben. Seit 1988 befindet er sich durchgehend in den Top-100 und seit 2012 in den Top-50. Von bis 1930 bis 2023 wurde er rund 65.000 Mal gewählt. In den Niederlanden gehörte der Name von 1945 bis 1990 zu den 100 beliebtesten Jungennamen und von 1960 bis 1984 zu den Top-50. Von 1930 bis 2023 wurde er etwa 23.000 Mal vergeben. Der Vorname lag in Belgien von 1995 bis 2021 in den Top-100. In Italien zählt der Name seit 1999 zu den Top-100 der Vornamenscharts. Der Name befindet sich in Spanien seit 2002 in den Top-100 und seit 2014 in den Top-10 der Hitlisten. In den Jahren 2021 und 2022 belegte er die Spitzenposition.
Martin gehört in Ungarn seit dem Jahr 2000 stets zu den 50 beliebtesten Jungennamen. In Polen lag der Name bis kurz nach der Jahrtausendwende noch in den Top-100, seitdem lässt seine Beliebtheit nach. Der Name hatte in der Slowakei von 2000 bis 2002 den Spitzenplatz inne, seitdem geht seine Popularität leicht zurück. Im Jahr 2023 belegte er Rang 10. In Tschechien wird der Vorname seit 1935 jedes Jahr bei der Namenswahl berücksichtigt. Von 1967 bis 2007 lag er immer in den Top-10. Der Name befindet sich in Bulgarien seit 2012 unter den beliebtesten drei Jungennamen. In Slowenien liegt der Name seit dem Jahr 2000 regelmäßig in den Top-70 der Hitlisten.
Der Name befindet sich in Norwegen seit Anfang des 20. Jahrhunderts in den Top-100. Besonders beliebt war er in den 1990er Jahren, als er viele Jahre die Spitzenposition belegte. In Dänemark lag der Name von Mitte der 1980er Jahre bis kurz nach der Jahrtausendwende in den Top-100 der Hitlisten. Martin zählte in Schweden von Anfang der 1990er Jahre bis zum Jahr 2008 zu den 100 beliebtesten Jungennamen.
In England und Wales kommt der Name Martin seit 1996 alljährlich in den Hitlisten vor, jedoch ist er nur mäßig beliebt. Der Name zählte in Schottland von 1935 bis 2001 zu den 100 beliebtesten Jungennamen und von 1967 bis 1992 zu den Top-30. In Nordirland befand sich der Name von 1997 bis 2004 in den Top-100. In Irland lag er von 1964 bis 1982 dauerhaft in den Top-20 und bis 2023 in den Top-100.
Der Name war in den USA von 1880 bis 1970 durchgehend in den Top-100 anzutreffen. Seitdem lässt seine Beliebtheit stetig nach. Die Popularität von Martin geht auch in Kanada seit Anfang der 1980er Jahre stetig zurück. Von 1980 bis 1993 zählte er zu den Top-100. In Australien gehörte der Name von 1952 bis 1992 stets zu den 100 beliebtesten Jungennamen. Der Name befand sich in Neuseeland zwischen 1946 und 1981 dauerhaft in den Top-100 der Hitlisten. Besonders beliebt war er in den 1960er Jahren, als er zu den Top-50 gehörte.

## Varianten
- Maarten, Marten, Martinus, Merten, Martijn (niederländisch)
- Marcin (polnisch)
- Martinaj (albanischer Familienname)
- Martegn (rätoromanisch)
- Mart und Märt (estnisch)
- Mårten (schwedisch)
- Martí (katalanisch)
- Martín (spanisch)
- Martin (kasachisch, turkmenisch)
- Martin (Мартин,Мартын) (russisch)
- Martin (Մարտին) (armenisch)
- Martina (weibliche Form)
- Märtel (fränkisch, insbesondere für den als Pelzmärtel bezeichneten Heiligen Martin[22])
- Martine (französisch) (weibliche Form)
- Martino (italienisch)
- Martinović (südslawischer Familienname)
- Mārtiņš (lettisch)
- Martim (portugiesisch)
- Márton (ungarisch)
- Martti (finnisch und estnisch)
- Martynas (litauisch)
- Měto, Měrćin (niedersorbisch, obersorbisch)
- Martin, Maťo (slowakisch)
- Morten (dänisch, norwegisch)
- Marteinn (isländisch)
- マーティン (Mātin, japanisch)
- 馬丁 („Mading“, chinesisch)

## Kurzformen
- Mort, Mortl/Martl/Mascht (bairisch), Machtl (tirolerisch), Tinu, Marä (berndeutsch), Marty (englisch), Märtes (ripuarisch), Murtin, Märtu, Maddin (hessisch), Maddien (pfälzisch), Marte (allgäuerisch), Madlinga (Jenisch)

## Namenstage
- 11. November, Martinstag; – Hl. Martin von Tours
- 13. April (katholisch: nicht gebotener Gedenktag), orthodox: 14. April  – Hl. Martin I., Papst
- 3. November  – Hl. Martin de Porres

## Namensträger

### Einname
- Martin I. (Papst) (649–653), Papst
- Martin I. (Sizilien), König von Sizilien (1391–1409)
- Martin I. (Aragón), Martin II. (Sizilien) (1356–1410), König von Aragón und von Sizilien
- Martin IV. (1281–1285), Papst
- Martin V. (1417–1431), Papst
- Martin von Braga (um 515–579), Bischof
- Martin von Cochem (1634–1712), katholischer Priester
- Martin von Laon (lat. Martinus Laudunensis, Martinus Hibernensis, Martinus Scot(t)us; 819–875), aus Irland stammender Gelehrter und Leiter der Kathedralschule von Laon
- Martin von Meißen, Bischof
- Martin (Münsterschwarzach), Benediktinerabt
- Martin von Polheim († 1399), Benediktiner und Abt des Stiftes Kremsmünster
- Martin von Tours (um 316/317–397), dritter Bischof von Tours, Heiliger
- Martin von Troppau († 1278), Dominikanermönch
- Martin von Weißenburg (* um 1470; † 1508), Magister, Konventherr und Abt des Klosters Reichenau
- Martin Truchsess von Wetzhausen (* um 1435; † 1489), Hochmeister des Deutschordensstaates (1477–1489)
- Martinos († 641), byzantinischer Mitkaiser

### Vorname

#### A
- Martin Albertz (1883–1956), deutscher Theologie und Widerstandskämpfer
- Martín Alund (* 1985), argentinischer Tennisspieler
- Martin Armknecht (* 1962), deutscher Schauspieler
- Martín Astudillo (* 1977), argentinischer Fußballspieler

#### B
- Martin Bangemann (1934–2022), deutscher Politiker (FDP)
- Martin Beheim-Schwarzbach (1900–1985), deutsch-britischer Schriftsteller und Schachspieler
- Martin Böttcher (1927–2019), deutscher Filmkomponist und Dirigent
- Martin Brambach (* 1967), deutscher Schauspieler
- Martin Brauer (1971–2021), deutscher Schauspieler und Musiker
- Martin Brudermüller (* 1961), deutscher Manager, Vorstandsvorsitzender der BASF SE
- Martin Bühler (Politiker) (* 1976), Schweizer Politiker
- Martin Bundi (1932–2020), Schweizer Politiker (SP)

#### C
- Martín Cáceres (* 1987), uruguayischer Fußballspieler
- Martín Cárdenas (1899–1973), bolivianischer Botaniker
- Martin Clunes (* 1961), britischer Schauspieler
- Martín Cortés (* 1983), argentinischer Fußballspieler

#### D
- Martín Demichelis (* 1980), argentinischer Fußballspieler
- Martin Dulig (* 1974), deutscher Politiker (SPD)
- Martin Dutzmann (* 1956), deutscher Theologe

#### E
- Martin Ebner (* 1945), Schweizer Bankier und Investor
- Martin Ebner (* 1956), deutscher Theologe
- Martin Engler (* 1967), deutscher Sänger, Komponist, Schauspieler, Regisseur und Hörspielsprecher
- Martin Ericsson (* 1980), schwedischer Fußballspieler
- Martin Erlandsson (* 1974), schwedischer Golfer
- Martin Ermacora (* 1994), österreichischer Beachvolleyballspieler
- Martin Ertle (1641–1712), 38. Abt der Reichsabtei Rot an der Rot

#### F
- Martín Fiz (* 1963), spanischer Langstreckenläufer

#### G
- Martín Gálvez (* 1962), chilenischer Fußballspieler
- Martin Gjeding (* 1974), dänischer Handballschiedsrichter
- Martin Gruber (* 1970), deutscher Schauspieler
- Martin Gruber (* 1967), österreichisch-italienischer Regisseur

#### H
- Martin Harnik (* 1987), österreichischer Fußballspieler
- Martin Heidegger (1889–1976), deutscher Philosoph
- Martin Heipertz (* 1976), deutscher Wirtschaftswissenschaftler, Politiker und Schriftsteller
- Martin Heller (1952–2021), Schweizer Kulturunternehmer, Ausstellungsmacher, Kurator und Autor
- Martin Henderson (* 1974), neuseeländischer Schauspieler
- Martin Hetzer (* um 1967), österreichischer Molekularbiologe
- Martin Hinteregger (* 1992), österreichischer Fußballspieler

#### I
- Martin Imboden (1893–1935), Schweizer Fotograf

#### J
- Martín Jaite (* 1964), argentinischer Tennisspieler

#### K
- Martin Kabrhel (* 1982), tschechischer Pokerspieler
- Martin Kaupp (* 1962), deutscher Chemiker und Hochschullehrer
- Martin Kaymer (* 1984), deutscher Berufsgolfer
- Martin Kienzle (* 1992), deutscher Handballspieler
- Martin Luther King (1929–1968), US-amerikanischer Baptistenpastor und Bürgerrechtler
- Martin Kirchhoff (1860–1929), deutscher Landrat und Rittergutsbesitzer
- Martin Kolozs (* 1978), österreichischer Schriftsteller, Journalist und Verleger
- Martin Kremmer (1895–1945), deutscher Architekt
- Martin Krenn (* 1970), österreichischer Künstler und Hochschullehrer
- Martin Kruse (1929–2022), deutscher lutherischer Theologe und EKD-Ratsvorsitzender

#### L
- Martin Landau (1928–2017), US-amerikanischer Schauspieler, Oscarpreisträger
- Martin Landsberg (um 1455–1523), deutscher Buchdrucker in Leipzig
- Martin Lang (* 1968), deutscher Kanute, Europa- und Weltmeister
- Martin Langen (1866–1926), deutscher Lyriker und Dramatiker
- Martin Langner (* 1966), deutscher Klassischer Archäologe und Hochschullehrer
- Martin Lassahn (* 1961), deutscher Elektrotechniker und Hochschullehrer
- Martin Lauer (1937–2019), deutscher Leichtathlet und Schlagersänger
- Martin Lenz (* 1971), deutscher Musiker und Schriftsteller
- Martin Linzer (1931–2014), deutscher Theaterkritiker und Dramaturg
- Martin Lohmann (* 1957), deutscher Publizist und Journalist
- Martin Lücke (* 1975), deutscher Historiker, Didaktiker und Hochschullehrer
- Martin Luther (1483–1546), deutscher Theologe und Reformator
- Martin Lüttge (1943–2017), deutscher Schauspieler und Regisseur

#### M
- Martin Mann (* 1944), deutscher Schlagersänger
- Martin Mende (1898–1982), deutscher Unternehmer, Radio- und Fernsehgerätebau
- Martin Merz (um 1425–1501), deutscher Mathematiker und Geschützmeister
- Martin Metz (Kirchenmusiker) (1933–2003), rumäniendeutscher Kirchenmusiker und Komponist
- Martin Metz (Politiker) (* 1983), deutscher Politiker (Bündnis 90/Die Grünen)
- Martin Michel (1759–1824), deutscher Landwirt, Wunderheiler und Exorzist
- Martin Moll (* 1961), österreichischer Historiker und Hochschullehrer
- Martin Möll (1972–2019), Schweizer Fotograf, Autor und Musiker
- Martín Montoya (* 1991), spanischer Fußballspieler
- Martin Mosebach (* 1951), deutscher Schriftsteller
- Martin Münch (* 1961), deutscher Komponist und Pianist
- Martin Münz (1779–1849), deutscher Arzt, Anatom und Hochschullehrer

#### N
- Martin Niemöller (1892–1984), deutscher Theologe und Kirchenführer
- Martin Niemöller (* 1935), deutscher Jurist und Richter

#### O
- Martin Ødegaard (* 1998), norwegischer Fußballspieler
- Martin Oschatz (* 1987), deutscher Chemiker und Hochschullehrer
- Martin Ostermeier (* 1970), deutscher Schauspieler

#### P
- Martin Pappenheim (1881–1943), österreichischer Neurologe und Psychiater
- Martin von Polheim (unbekannt–1399), österreichischer Benediktiner und Abt
- Martin Pollack (1944–2025), österreichischer Journalist, Schriftsteller und literarischer Übersetzer

#### Q
- Martin Quaas (* 1974), deutscher Physiker, Wirtschaftswissenschaftler und Hochschullehrer

#### R
- Martí Rafel (* 1964), spanischer Freestyle-Skier
- Martin Reichert (1973–2023), deutscher Journalist und Buchautor
- Martin Rickelt (1915–2004), deutscher Schauspieler
- Martin Ruland, der Ältere (1532–1602), deutscher Arzt, Alchemist und Gräzist
- Martin Ruland, der Jüngere (1569–1611), deutscher Arzt und Alchemist

#### S
- Martin Sallmann (* 1963), Schweizer evangelischer Theologe und Hochschullehrer
- Martin Schleich (* 1982), deutscher Pokerspieler
- Martin Schliessler (1929–2008), deutscher Abenteuerer und Filmemacher
- Martin Schmidt (1863–1947), deutscher Geologe und Paläontologe
- Martin Schmidt (1883–1964), deutscher evangelischer Theologe und Hochschullehrer
- Martin Schmidt (1894–1964), deutscher Radsporttrainer
- Martin Schmidt (1905–1961), deutscher Ökonom, Hochschullehrer und Politiker (KPD, SED)
- Martin Schmidt (1909–1982), deutscher evangelischer Theologe und Hochschullehrer
- Martin Schmidt (1914–2002), deutscher Landwirt und Politiker (SPD)
- Martin Schmidt (1928–2003), deutscher Wasserbauingenieur
- Martin Schmidt (1933–2011), deutscher Altphilologe und Politiker (Bündnis 90/Die Grünen)
- Martin Schmidt (* 1963), deutscher Künstler
- Martin Schmidt (* 1966), deutscher Politiker (AfD)
- Martin Schmidt („Schmiddi“ Schmidt; * 1966), deutscher Musiker
- Martin Schmidt (* 1967), Schweizer Fußballtrainer
- Martin Schmidt (* 1969), deutscher Judoka
- Martin Schmidt (* 1969), deutscher Handballspieler
- Martin Schmidt, bürgerlicher Name von DJ Dean (* 1976), deutscher DJ und Musikproduzent
- Martin Schmidt (* 1983), deutscher Fußballspieler
- Martin Schmidt-Kessel (* 1967), deutscher Rechtswissenschaftler
- Martin Anton Schmidt (1919–2015), schweizerischer Kirchenhistoriker
- Martin Benno Schmidt (1863–1949), deutscher Pathologe
- Martin-Christian Schmidt (1946–2000), deutscher Musikinstrumentenbauer und -restaurator
- Martin H. Schmidt (* 1937), deutscher Psychiater, Psychotherapeut und Autor
- Martin Johann Schmidt (genannt Kremser Schmidt oder Kremserschmidt; 1718–1801), österreichischer Maler
- Martin Thorsen Schmidt (1806–1883), deutscher Kaufmann und Politiker
- Martin Schmitt (* 1978), deutscher Skispringer
- Martin Schneider (* 1964), deutscher Schauspieler und Komiker
- Martin Schönbrodt-Rühl (1904–1965), deutscher Verleger
- Martin Schoppe (1936–1998), deutscher Musikwissenschaftler und Maler
- Martin Schulz (* 1955), deutscher Politiker (SPD)
- Martin Schwarzbach (1907–2003), deutscher Paläoklimatologe und Hochschullehrer
- Martin Scorsese (* 1942), US-amerikanischer Regisseur, Drehbuchautor, Filmproduzent und Schauspieler
- Martin Sellner (* 1989), politischer Aktivist und Sprecher der rechtsextremen Identitären Bewegung Österreich
- Martin Semmelrogge (* 1955), deutscher Schauspieler
- Martin Seydel (Hugo Martin Seydel; 1871–1934), deutscher Musikwissenschaftler, Stimmbildner und Philosoph
- Martin Škrtel (* 1984), slowakischer Fußballspieler
- Martin Sonneborn (* 1965), deutscher Satiriker, Journalist und Politiker
- Martin Speicher (* 1951), deutscher Politiker (CDU), Bürgermeister
- Martin Speicher (* 1958), deutscher Saxophonist und Komponist
- Martin Staszko (* 1976), tschechischer Pokerspieler
- Martin Steinmann (* 1940), Schweizer Historiker und Bibliothekar
- Martin Steinmann (1942–2022), Schweizer Architekt und Hochschullehrer
- Martin Stoeck (1964–2021), deutscher Schlagzeuger
- Martin Suter (* 1948), Schweizer Schriftsteller

#### T
- Martin Teich (1911–2004), deutscher Fernsehmeteorologe
- Martín Torrijos (* 1963), panamaischer Politiker

#### U
- Martin Umbach (* 1956), deutscher Schauspieler, Synchron- und Hörbuchsprecher und Autor

#### V
- Martín del Valle (* 1988), peruanischer Badmintonspieler

#### W
- Martin Walser (1927–2023), deutscher Schriftsteller
- Martin Wehrle (* 1970), deutscher Journalist
- Martin Weigel (Pfarrer) (1866–1943), deutscher evangelischer Geistlicher, Chronist und Heimatforscher
- Martin Wilke (1926–2021), deutscher Fußballtrainer
- Martin Wimmer (* 1957), deutscher Motorradrennfahrer
- Martin Winterkorn (* 1947), deutscher Manager

#### Z
- Martin Zamani (* 1995), US-amerikanischer Pokerspieler
- Martin Zauner (* 1962), österreichischer Schauspieler und Regisseur
- Martin Zauner (Politiker) (* 1971), österreichischer Politiker (FPÖ)
- Martin Zschächner (* 1982), deutscher Staatsanwalt

### Kunstfigur
- Martin der Mann, Roman von Peter Rosegger aus dem Jahr 1908
- Martin XIII., Titelfigur des gleichnamigen Spielfilms

### Familienname

#### A
- A. B. Martin, Deckname von Alfred Wagenknecht (1881–1956), US-amerikanischer Politiker
- Aarón Martín Caricol (* 1997), spanischer Fußballspieler, siehe Aarón (Fußballspieler, 1997)
- Abby Martin (* 1984), US-amerikanische Journalistin und Fernsehmoderatorin
- Adaire Fox-Martin (* 1964), irische Managerin
- Adam Martin (Hofrat) (1760–1819), deutscher Privatgelehrter und Hofrat am Jülich-Bergischen Hof
- Adam Martin (Politiker) (1777–1839), deutscher Bürgermeister und Abgeordneter
- Adam Martin (Sänger) (* 1988), australischer Singer-Songwriter
- Adam Martin (Skilangläufer) (* 1994), US-amerikanischer Skilangläufer
- Adam Georg Martin (1812–1882), Bibliothekar des Wiener-Polytechnikums, Fotograf, siehe Anton Georg Martin
- Adán Martín Menis (1943–2010), spanischer Politiker
- Adolf Martin (Maler) (1883–1961), deutscher Maler
- Adolf Martin (Eisenbahner) (1917–1970), Schweizer Eisenbahner, Direktor des Zentralamts für den internationalen Eisenbahnverkehr
- Adolph Martin (1822–nach 1864), deutscher Mediziner
- Adolphe-Alexandre Martin (1824–1896), französischer Fotograf
- Adriana Martín (* 1986), spanische Fußballspielerin
- Agnes Martin (1912–2004), US-amerikanische Malerin
- Agnès Martin-Lugand (* 1979), französische Romanautorin
- Alan D. Martin (* 1937), britischer Physiker
- Alastair Martin (1915–2010), US-amerikanischer Tennisspieler und -funktionär
- Albert Martin (Segler), britischer Segler
- Albert Martin (* 1949), deutscher Wirtschaftswissenschaftler
- Alberto Martín (Schauspieler) (* 1944), argentinischer Schauspieler
- Alberto Martín (Tennisspieler) (Alberto Martín Magret; * 1978), spanischer Tennisspieler
- Alberto Martín Artajo (1905–1979), spanischer Politiker
- Alberto Martín Botet (* 2001), spanischer Handballspieler
- Alberto Martin-Franklin (1876–1943), italienischer Diplomat und Politiker
- Alberto Martín Goñi (* 1970), spanischer Handballspieler
- Alberto Ortega Martín (* 1962), spanischer Geistlicher und Diplomat des Heiligen Stuhls
- Albrecht Martin (1927–2014), deutscher Pädagoge und Politiker (CDU)
- Alejandro Martin Alloatti, argentinischer Basketballspieler
- Alexander Martin (Politiker) (1740–1807), US-amerikanischer Politiker, Gründervater der Vereinigten Staaten
- Alexander Martin (Sportschütze) (1895–1962), britischer Sportschütze
- Alexander Martin (Mathematiker) (* 1965), deutscher Wirtschaftsmathematiker
- Alexandre Martin (1815–1895), französischer Politiker
- Alexandrea Martin (* 1973), US-amerikanische Schauspielerin
- Alexis Martin (1834–1904), französischer Schriftsteller
- Alfred Martin (Mediziner) (1874–1939), deutscher Arzt und Heimatforscher
- Alfred von Martin (1882–1979), deutscher Soziologe
- Alfred Martin (Polizeibeamter) (1908–1977), deutscher Polizeibeamter
- Alfred Martin (Offizier) (1915–nach 1969), deutscher Oberst
- Alfred Manuel Martin (1928–1989), US-amerikanischer Baseballspieler und -manager, siehe Billy Martin (Baseballspieler)
- Allan Martin (1873–1906), schottischer Fußballspieler
- Aloys Martin (1818–1891), deutscher Mediziner
- Alphonse Martin (Historiker) (1854–1930), französischer Historiker
- Alphonse Martin (Organist) (1884–1947). kanadischer Organist, Pianist und Musikpädagoge
- Álvaro Martín (* 1994), spanischer Geher
- Alvin Martin (* 1958), englischer Fußballspieler und -trainer
- Ambrosio José Martín Cedres (* 1968), spanischer Handballspieler und -trainer
- Ana Martin-Villalba (* 1971), spanische Medizinerin
- Andra Martin (1935–2022), US-amerikanische Schauspielerin
- André Martin (Tennisspieler), kanadischer Tennisspieler
- André Martin (Politiker) (1912–1995), Schweizer Politiker (FDP)
- André Martin (Physiker) (1929–2020), französisch-schweizerischer Physiker
- André Denis Martin (1898–1960), Schweizer Bildhauer und Graphiker
- Andrea Martin (* 1947), US-amerikanische Schauspielerin und Komödiantin
- Andreas Martin (eigentlich Andreas Martin Krause) (* 1952), deutscher Schlagersänger, Komponist und Musikproduzent
- Andreas Martin (Schnitzer) (* 1956), deutscher Kunsthandwerker
- Andreas Martin (Lautenist) (* 1963), deutscher Lautenist
- Andrej Martin (* 1989), slowakischer Tennisspieler
- Andres Martin (* 2001), US-amerikanischer Tennisspieler
- Andrew Martin (Autor) (* 1962), britischer Schriftsteller
- Andrew Martin (Politiker) (* 1964), US-amerikanischer Politiker
- Andrew Martin (Badminton) (* 1987), englischer Badmintonspieler
- Andrew Martin (Schachspieler) (* 1957), englischer Schachspieler
- Andrew James Robert Patrick Martin (1975–2009), kanadischer Wrestler, siehe Test (Wrestler)
- Andy Martin (* 1960), US-amerikanischer Jazzposaunist
- Ángel Martín González (* 1953), spanischer Schachspieler
- Angus Martin (* 1940), australischer Zoologe
- Anna Martin (Bankierin) (1843–1925), deutschamerikanische Bankierin
- Anna Martin (Frauenrechtlerin) (1887–1975), Schweizer Frauenrechtlerin
- Anna Maxwell Martin (* 1977), britische Schauspielerin
- Anne Martin (Schauspielerin) (* 1953), Schweizer Tänzerin und Schauspielerin
- Anne Martin, eigentlicher Name von Bette Bright, britische Sängerin
- Anne Henrietta Martin (1875–1951), US-amerikanische Pädagogin und Sozialreformerin
- Anne-Marie Martin (* 1957), kanadische Schauspielerin und Drehbuchautorin
- Annie Martin (* 1981), kanadische Beachvolleyballspielerin
- Anselm Martin (1807–1882), deutscher Tokologe und Hochschullehrer
- Anthony Martin, US-amerikanischer Rapper, siehe Awol One
- Anthony Martin, jamaikanischer Reggae-Musiker, siehe Lutan Fyah
- Anthony Martin (Wasserballspieler) (* 1985), australischer Wasserballspieler
- Anthony Cherif Martin (* 1989), französisch-algerischer Fußballspieler
- Anthony J. Martin, Paläontologe
- Anton Georg Martin (auch Adam Georg Martin; 1812–1882), österreichischer Physiker, Fotograf und Autor
- Anton Rolandsson Martin (1729–1785), schwedischer Polarforscher und Botaniker
- Antonio Martín Eguia (* 1918), spanischer Radrennfahrer
- Antonio Martín Espina (* 1966), spanischer Basketballspieler
- Antonio Martín Velasco (1970–1994), spanischer Radrennfahrer
- Arch Martin (1931–2009), US-amerikanischer Jazzposaunist
- Archer J. P. Martin (1910–2002), britischer Chemiker
- Areva Martin, US-amerikanische Rechtsanwältin, Journalistin und Autorin
- Ariane Martin (* 1960), deutsche Germanistin, Literaturwissenschaftlerin und Hochschullehrerin
- Armando Martín Gutiérrez (* 1954), spanischer Ordensgeistlicher, Bischof von Bacabal
- Artemas Martin (1835–1918), US-amerikanischer Mathematiker
- Asa Martin (1900–1979), US-amerikanischer Musiker
- August Martin (Maler) (1837–1901), deutscher Maler
- August Martin (Mediziner) (1847–1933), deutscher Gynäkologe und Geburtshelfer
- David August Martin (1764–1829), hannoverscher Generalmajor
- Augustus N. Martin (1847–1901), US-amerikanischer Politiker

#### B
- Baptiste Martin (* 1985), französischer Fußballspieler
- Barbara Martin (Sängerin) (1943–2020), US-amerikanische Sängerin
- Barbara Martin (Leichtathletin) (* 1955), britische Sprinterin
- Bärbel Martin (Barbara Martin; * 1940), deutsche Eiskunstläuferin
- Barclay Martin (1802–1890), US-amerikanischer Politiker
- Barney Martin (1923–2005), US-amerikanischer Schauspieler
- Ben Martin (Schauspieler), Schauspieler
- Ben Martin (Musiker) (* 1978), österreichischer Singer-Songwriter und Musiker
- Ben Martin (Golfspieler) (* 1987), US-amerikanischer Golfspieler
- Ben R. Martin (* 1952), britischer Wirtschaftswissenschaftler, Wissenschaftstheoretiker und Hochschullehrer
- Benito Quinquela Martín (1890–1977), argentinischer Maler
- Benjamin F. Martin (1828–1895), US-amerikanischer Politiker
- Benno Martin (1893–1975), deutscher Jurist, Polizeipräsident und SS-Obergruppenführer
- Bent Martin (* 1943), dänischer Fußballspieler
- Bernadette Martin (* 1951), französische Leichtathletin
- Bernard Martin (Geistlicher) (1905–1995), Schweizer Geistlicher
- Bernard Martin (* 1943), französischer Sprinter
- Bernd Martin (Historiker) (* 1940), deutscher Historiker
- Bernd Martin (Ökonom) (* 1949), deutscher Wirtschaftspädagoge
- Bernd Martin (Fußballspieler) (1955–2018), deutscher Fußballspieler
- Bernhard Martin (Volkskundler) (1889–1983), deutscher Volkskundler
- Bernhard Martin (Künstler) (* 1966), deutscher Maler und Installationskünstler
- Bernhard Martin (Biathlet) (* 1980), deutscher Bogenbiathlet
- Berthold Martin (1913–1973), deutscher Politiker (CDU)
- Bettina Martin (* 1966), deutsche Politikerin und politische Beamtin (SPD)
- Bill Martin (Radsportler) (1860–1942), US-amerikanischer Radsportler
- Bill Martin (Musiker) (1938–2020), schottischer Songwriter und Musikproduzent
- Bill Martin (* 1957), US-amerikanischer Evolutionsbiologe, Mikrobiologe und Botaniker, siehe William F. Martin
- Bill Martin (Filmproduzent), US-amerikanischer Filmproduzent und Drehbuchautor
- Bill Martin (* 1974), norwegisch-rumänischer Sänger und Komponist, siehe Ovidiu Cernăuțeanu
- Billie Ray Martin (* 1970), deutsche Sängerin
- Billy Martin (Baseballspieler) (1928–1989), US-amerikanischer Baseballspieler und -manager
- Billy Martin (Tennisspieler) (* 1956), US-amerikanischer Tennisspieler
- Billy Martin (Schlagzeuger) (* 1962), US-amerikanischer Jazz-Schlagzeuger
- Billy Martin (* 1981), US-amerikanischer Musiker, Gitarrist von Good Charlotte
- Bob Martin (Golfspieler) (Robert Martin; 1853–1917), schottischer Golfspieler
- Bob Martin (Sänger) (geb. Leo Heppe; 1922–1998), österreichischer Sänger und Musiker
- Bob Martin (Komiker) (Robert Martin; 1922–1998), kanadischer Schauspieler und Komiker
- Bob Martin (Saxophonist) (1948–2023), US-amerikanischer Jazzmusiker
- Bobbi Martin (1943–2000), US-amerikanische Sängerin und Songwriterin
- Bobby Martin (1903–2001), US-amerikanischer Trompeter und Bandleader
- Bombette Martin (* 2006), britische Skateboarderin
- Brad Martin (* 1986), kanadischer Snowboarder
- Brett Martin (* 1963), australischer Squashspieler
- Brian Martin (Fußballspieler, 1963) (* 1963), schottischer Fußballspieler
- Brian Martin (Rennrodler) (* 1974), US-amerikanischer Rennrodler
- Brian Martín (Fußballspieler, 1996) (* 1996), spanischer Fußballspieler
- Brigitte Martin (Schriftstellerin) (* 1939), deutsche Schriftstellerin
- Brigitte Martin (Eiskunstläuferin), französische Eiskunstläuferin
- Britta Martin (* 1978), neuseeländische Triathletin
- Bruce Martin (1917–2015), britischer Architekt
- Bruno Martin (Historiker) (* 1955), französischer Geistlicher und Historiker
- Bruno Martin (Politiker, 1958) (* 1958), französischer Politiker
- Bruno Martin (Politiker, 1961) (* 1961), Schweizer Politiker
- Bruno Martin (Mathematiker) (* 1978), französischer Mathematiker
- Burnham Martin (1811–1882), US-amerikanischer Anwalt und Politiker
- Buster Martin (1906–2011), britischer Arbeitnehmer

#### C
- Calaum Jahraldo-Martin (* 1993), antiguanischer Fußballspieler
- Caleb Martin (* 1995), US-amerikanischer Basketballspieler
- Camilla Martin (* 1974), dänische Badmintonspielerin
- Camille Martin (Maler) (1861–1898), französischer Maler und Illustrator
- Camille Martin (Architekt) (1877–1928), Schweizer Architekt, Kunsthistoriker und Archäologe
- Camille Martin (Dichterin) (* 1956), US-amerikanisch-kanadische Dichterin und Künstlerin
- Campbell Martin (* 1960), schottischer Politiker
- Carl Martin (1838–1907), deutscher Arzt und Geograph
- Carl Martini (1845–1907), deutscher Rechtswissenschaftler, Oberlandesgerichtspräsident
- Carlos Martín Fajardo (1914–2008), kolumbianischer Dichter, Romanist und Hispanist
- Carmen Martín (Handballspielerin) (* 1988), spanische Handballspielerin
- Carmen Martín Gaite (1925–2000), spanische Schriftstellerin
- Carmi Martin (* 1963), philippinische Schauspielerin
- Carol Martin (Leichtathletin) (* 1948), kanadische Leichtathletin
- Carol Martin (Politikerin) (* 1957), australische Politikerin
- Catherine Martin (* 1965), australische Szenen- und Kostümbildnerin
- Catherine Martin (Politikerin) (* 1972), irische Politikerin
- Cathie Martin (* 1955), britische Pflanzengenetikerin
- Célia Martin (* 1991), französische Automobilrennfahrerin
- Celina Martin (* 1997), kanadische Schauspielerin
- Celine Martin (1869–1959), französische Nonne
- César Martín (* 1977), spanischer Fußballspieler
- Charles Martin (Politiker, 1856) (1856–1917), US-amerikanischer Politiker (Illinois)
- Charles Martin (Politiker, 1863) (Charles Henry Martin; 1863–1946), US-amerikanischer Politiker (Oregon)
- Charles Martin (Tennisspieler) (1870–1937), Schweizer Tennisspieler
- Charles Martin (Künstler) (1884–1934), französischer Maler und Designer
- Charles Martin (Regisseur) (1910–1983), US-amerikanischer Regisseur und Drehbuchautor
- Charles Martin (Rennfahrer) (1913–1998), britischer Automobilrennfahrer
- Charles Martin (Dichter) (* 1942), US-amerikanischer Dichter und Übersetzer
- Charles Martin, bekannt als Charlemagne Palestine (* 1945), US-amerikanischer Komponist
- Charles Martin (Footballspieler) (1959–2005), US-amerikanischer American-Football-Spieler
- Charles Martin (Schriftsteller) (* 1976), US-amerikanischer Schriftsteller und Journalist
- Charles Martin (Boxer) (* 1986), US-amerikanischer Boxer
- Charles D. Martin (1829–1911), US-amerikanischer Politiker
- Charles Douglas Martin (1873–1942), afro-amerikanischer Geistlicher und Menschenrechtsaktivist
- Charles James Martin (1866–1955), britischer Physiologe
- Charles H. Martin (Politiker) (Charles Henry Martin; 1848–1931), US-amerikanischer Politiker (North Carolina)
- Charles Henry Martin (1863–1946), US-amerikanischer Politiker (Oregon), siehe Charles Martin (Politiker, 1863)
- Charles James Martin (1866–1955), britischer Physiologe
- Charles Martin (Fernsehregisseur), britischer Fernsehregisseur
- Charlie Martin (Entertainer) (* 1972), deutscher Zauberkünstler, Moderator und Entertainer
- Charlie Martin (Rennfahrerin) (* 1981), britische Rennfahrerin, Vloggerin und Transgenderaktivistin
- Charlie Martin (Dartspieler) (* 1996), englischer Dartspieler
- Charlotte Martin (* 1976), US-amerikanische Sängerin und Songschreiberin
- Chido Obi-Martin (* 2007), englischer Fußballspieler
- Chink Martin (1889–1981), US-amerikanischer Jazzmusiker
- Chris Martin (Cricketspieler) (Christopher Stewart Martin; * 1974), neuseeländischer Cricketspieler
- Chris Martin (Christopher Anthony John Martin; * 1977), britischer Rockmusiker
- Chris Martin (Baseballspieler) (Christopher Riley Martin; * 1986), US-amerikanischer Baseballspieler
- Chris Martin (Fußballspieler) (Christopher Hugh Martin; * 1988), schottischer Fußballspieler
- Chris William Martin (* 1975), kanadischer Schauspieler
- Chris-Pin Martin (Ysabel Ponciana Chris-Pin Martin Piaz; 1893–1953), US-amerikanischer Schauspieler
- Christian Martin (Autor) (* 1950), deutscher Dramatiker, Hörspielautor und Märchendichter
- Christian Martin (Tischtennisspieler) (* 1955), französischer Tischtennisspieler
- Christian Martin (Schauspieler, 1964) (* 1964), US-amerikanischer Schauspieler
- Christian Martin (Filmproduzent) (* vor 1973), Filmproduzent
- Christian Martin (Politikwissenschaftler) (* vor 1974), deutscher Politikwissenschaftler
- Christian Martin (Schauspieler, 1975) (* 1975), US-amerikanischer Schauspieler
- Christian Martin (Philosoph) (* 1980), deutscher Philosoph
- Christian Martin (Drehbuchautor) (* 1981), deutscher Drehbuchautor
- Christian Fredrik Martin (* 1971), norwegischer Filmproduzent
- Christian Friedrich Martin (1796–1867), deutschamerikanischer Gitarrenbauer, siehe C. F. Martin & Co.
- Christian Ludwig Martin (1890–1967), österreichischer Radierer
- Christoph Martin (Jurist) (1772–1857), deutscher Jurist
- Christoph Martin (Mediziner) (1874–1958), chilenischer Mediziner
- Christoph Martin (Regisseur), deutscher Regisseur
- Christopher Martin-Jenkins (1945–2013), britischer Cricketjournalist
- Christy Martin (* 1968), US-amerikanische Boxerin und Weltmeisterin
- Chuck Martin (* 1967), US-amerikanischer Freestyle-Skier
- Claire Martin (Schriftstellerin) (1914–2014), kanadische Schriftstellerin
- Claire Martin (Sängerin) (* 1967), britische Sängerin
- Claire Martin (Turnerin) (* 1998), französische Turnerin
- Clare Martin (* 1952), australischei Politikerin, Chief Minister des Northern Territory
- Clarence D. Martin (1887–1955), US-amerikanischer Politiker
- Claro Martin (* 1908), philippinischer Fischkundler
- Claude Martin (Abenteurer) (1735–1800), französischer Abenteurer, Militär und Wohltäter
- Claude Martin (Ruderer) (1930–2017), französischer Ruderer und Politiker
- Claude Martin (Diplomat) (* 1944), französischer Diplomat
- Claude Martin (Biologe) (* 1945), Schweizer Biologe und Umweltschützer
- Claudia Martin (Politikerin, 1970) (* 1970), deutsche Politikerin (CDU)
- Claudia Martin (Politikerin, 1978) (* 1978), Schweizer Politikerin (SVP)
- Claus Martin (* 1967), deutscher Regisseur, Librettist und Musicalkomponist
- Clay Martin (* 1975), US-amerikanischer NFL-Schiedsrichter
- Clemens Martin (1875–1945), deutscher Ordensbruder und Missionar
- Clément-Auguste Martin (1902–1991), französischer Automobilrennfahrer
- Cody Martin (Schriftsteller) (* 1987), US-amerikanischer Schriftsteller
- Cody Martin (Basketballspieler) (* 1995), US-amerikanischer Basketballspieler
- Colin Martin (1906–1995), Schweizer Jurist und Numismatiker
- Collin Martin (* 1994), US-amerikanischer Fußballspieler
- Conrad Martin (* 1982), kanadischer Eishockeyspieler
- Corey J. Martin (* um 1969), pensionierter Generalmajor der US Air Force
- Cristina Martín-Prieto (* 1993), spanische Fußballspielerin
- Curly Martin (≈1950–2023), US-amerikanischer Jazz-Schlagzeuger
- Curtis Martin (* 1973), US-amerikanischer American-Football-Spieler
- Cyril Martin (1918–1983), englischer Fußballspieler

#### D
- Dámaso Rodríguez Martín (1944–1991), spanischer Serienmörder
- Damian Martin (Maskenbildner), australischer Maskenbildner
- Damian Martin (Basketballspieler) (Damian Patrick Martin; * 1984), australischer Basketballspieler
- Damian Martin (Eishockeyspieler) (* 1990), deutscher Eishockeyspieler
- Damir Martin (* 1988), kroatischer Ruderer
- Dan Martin (Schauspieler) (* 1951), US-amerikanischer Schauspieler
- Dan Martin (Tibetologe) (* 1953), US-amerikanischer Tibetologe
- Dan Martin (Fußballspieler) (* 1986), englischer Fußballspieler
- Dan Martin (Tennisspieler) (* 1999), kanadischer Tennisspieler
- Dani Martín (* 1977), spanischer Musiker und Schauspieler
- Dani Martín (Fußballspieler) (* 1998), spanischer Fußballtorwart
- Daniel Martin (Gouverneur) (um 1780–1831), US-amerikanischer Politiker
- Daniel Martín (Schauspieler) (1935–2009), spanischer Schauspieler
- Daniel Martin (Schauspieler), französischer Schauspieler
- Daniel Martin (Radsportler) (* 1986), irischer Radrennfahrer
- Daniel Martin (Schwimmer) (* 2000), rumänischer Schwimmer
- Darnell Martin (* 1964), US-amerikanische Filmregisseurin und Drehbuchautorin
- Dave Martin (Pianist) (1907–1975), US-amerikanischer Jazz-Pianist
- Dave Martin (Snookerspieler), englischer Snookerspieler
- Dave Martin (Bassist), Bassist
- Dave Martin (Fußballspieler, 1963) (* 1963), englischer Fußballspieler
- Dave Martin (Radsportler) (* 1978), simbabwischer Radrennfahrer
- Dave Martin (Fußballspieler, 1985) (* 1985), englischer Fußballspieler
- David Martin (Bischof) († 1328), walisischer Geistlicher, Bischof von St Davids
- David Martin (Theologe) (1639–1721), französischer Theologe der die Bible de Genève revidierte
- David Martin (Maler) (1737–1797), britischer Maler und Kupferstecher
- David Martin (Jazzmusiker) (1907–1975), US-amerikanischer Jazzmusiker
- David Martin, offizieller Name von Ludwig Detsinyi (1915–1997), ungarisch-australischer Schriftsteller und Journalist
- David Martin (Soziologe) (1929–2019), britischer Religionssoziologe und Hochschullehrer
- David Martin (Politiker, 1933) (1933–1990), australischer Politiker
- David Martin (Filmeditor) (* 1941), britischer Filmeditor
- David Martin (Politiker, 1954) (* 1954), schottischer Politiker (Labour Party)
- David Martin (Geograph) (* 1965), britischer Geograph
- David Martin (Turner) (* 1977), französischer Trampolinturner
- David Martín Lozano (* 1977), spanischer Wasserballspieler und -trainer
- David Martin (Tennisspieler) (* 1981), US-amerikanischer Tennisspieler
- David Martín (* 1983), spanischer Radrennfahrer
- David Martin (Fußballspieler) (* 1986), englischer Fußballspieler
- David E. Martin (1939–2018), US-amerikanischer Sportmediziner und Sachbuchautor
- David O’Brien Martin (1944–2012), US-amerikanischer Politiker
- David Stone Martin (1913–1992), US-amerikanischer Maler und Grafiker
- David T. Martin (1907–1997), US-amerikanischer Politiker
- Dawn Martin (* 1976), irische Popsängerin
- Dean Martin (1917–1995), US-amerikanischer Sänger, Schauspieler und Entertainer
- Dean Martin (Fußballspieler, 1967) (* 1967), englischer Fußballspieler
- Dean Martin (Fußballspieler, 1972) (* 1972), englischer Fußballspieler
- Dean Martin (Politiker) (* um 1973), US-amerikanischer Politiker
- Dean Martin, ein Ringname von Big Cass (* 1986), US-amerikanischer Wrestler
- Dean Paul Martin (1951–1987), US-amerikanischer Schauspieler
- Del Martin (1921–2008), US-amerikanische Autorin, Journalistin und LGBT-Aktivistin
- Demetri Martin (* 1973), US-amerikanischer Schauspieler und Komiker
- Denis Martin (* 1956), Schweizer Koch
- Dennis Martin (* 1974), deutscher Komponist
- Derrick Martin (* 1985), US-amerikanischer American-Football-Spieler
- Dewey Martin (Schauspieler) (1923–2018), US-amerikanischer Schauspieler
- Dewey Martin (Musiker) (1940–2009), kanadischer Schlagzeuger der Gruppe Buffalo Springfield
- Diana Martín (* 1981), spanische Leichtathletin
- Diarmuid Martin (* 1945), irischer Geistlicher, Erzbischof von Dublin
- Dick Martin (1922–2008), US-amerikanischer Komiker, Schauspieler und Regisseur
- Diego Martín (Schauspieler) (* 1974), spanischer Schauspieler
- Diego Martín (Schlagzeuger) (* 1976), spanischer Schlagzeuger
- Diego Martín (Sänger) (* 1979), spanischer Sänger
- Diego Martin-Etxebarria (* 1979), spanischer Dirigent

- Dieter Martin (1944–2024), deutscher Jurist
- Dieter Martin (Admiral) (1921–2013), deutscher Flottillenadmiral
- Dieter Martin (Literaturwissenschaftler) (* 1962), deutscher Literaturwissenschaftler
- Dietrich Martin (1929–2000), deutscher Sportwissenschaftler und Sportfunktionär
- Dominique Martin (* 1961), französischer Politiker
- Don Martin (Drehbuchautor) (1911–1985), US-amerikanischer Drehbuchautor
- Don Martin (Basketballspieler) (James Donald Martin; 1920–1997), US-amerikanischer Basketballspieler
- Don Martin (Comiczeichner) (1931–2000), US-amerikanischer Cartoonist
- Don Martin (Fußballspieler) (1944–2009), englischer Fußballspieler
- Don Martin (Footballspieler) (* 1949), US-amerikanischer American-Football-Spieler
- Donald Martin (Fußballspieler) (1859–1946), irischer Fußballspieler
- Donald Martin (Bischof) (1873–1938), schottischer Geistlicher, Bischof von Argyll and The Isles
- Donald Martin (Hockeyspieler) (* 1940), australischer Hockeyspieler
- Donald Martin (Drehbuchautor), kanadisch-US-amerikanischer Drehbuchautor
- Donald A. Martin (* 1940), US-amerikanischer Mathematiker und Philosoph
- Donna Mayer-Martin (1947–2009), US-amerikanische Musikwissenschaftlerin und Hochschullehrerin
- Doreen Martin (Ruderin), deutsche Ruderin
- Doreen Bogdan-Martin (* 1966), US-amerikanische Telekommunikationsmanagerin
- Dorothee Martin (* 1978), deutsche Politikerin (SPD)
- Doug Martin (* 1989), US-amerikanischer American-Football-Spieler
- Duane Martin (* 1965), US-amerikanischer Schauspieler

#### E
- Eamon Martin (* 1961), irischer Geistlicher, Koadjutorerzbischof von Armagh
- Eamonn Martin (* 1958), britischer Langstreckenläufer
- Eben Martin (1855–1932), US-amerikanischer Politiker
- Edward Martin (Politiker, 1879) (1879–1967), US-amerikanischer Politiker (Pennsylvania)
- Edward Martin, eigentlicher Name von Ed Martin (Boxer) (1881–1937),  US-amerikanischer Boxer
- Edward Martin (Politiker, 1936) (1936–2009), US-amerikanischer Politiker, Bürgermeister von Warner Robins
- Edward L. Martin (1837–1897), US-amerikanischer Politiker
- Edward R. Martin Jr. (* 1970), US-amerikanischer Politiker
- Eddie Martin (Boxer) (Eduardo Vittorio Martino, 1903–1968), US-amerikanischer Boxer
- Eddie Martin (Dokumentarfilmer), australischer Dokumentarfilmer
- Edgardo Martín (1915–2004), kubanischer Komponist
- Edie Martin (1880–1964), britische Schauspielerin
- Edmund Martin (* 1982), deutscher Bogenbiathlet
- Edouard Martin (* 1963), französischer Politiker
- Eduard Arnold Martin (1809–1875), deutscher Mediziner
- Eduardo Eliseo Martín (* 1953), argentinischer Geistlicher, Bischof von Río Cuarto
- Edward Martin (Politiker, 1879) (1879–1967), US-amerikanischer Politiker (Pennsylvania)
- Edward Martin, eigentlicher Name von Ed Martin (Boxer) (1881–1937),  US-amerikanischer Boxer
- Edward Martin (Politiker, 1936) (1936–2009), US-amerikanischer Politiker, Bürgermeister von Warner Robins
- Edward L. Martin (1837–1897), US-amerikanischer Politiker
- Edward R. Martin Jr. (* 1970), US-amerikanischer Politiker
- Edwin M. Martin (1908–2002), US-amerikanischer Diplomat
- Elbert S. Martin (um 1829–1876), US-amerikanischer Politiker
- Elias Martin (1739–1818), schwedischer Maler
- Élisa Martin (* 1972), französische Politikerin
- Eliseo Martín (* 1973), spanischer Leichtathlet
- Emer Martin (* 1968), irische Schriftstellerin, Malerin und Filmemacherin
- Emil Martin (1891–1967), deutscher Politiker (SPD), MdL Württemberg-Baden
- Emilie Martin (1869–1936), US-amerikanische Mathematikerin
- Emilio Martín (* 1982), spanischer Langstreckenläufer und Duathlet
- Emily Martin (* 1979), australische Ruderin
- Emily Poppenborg Martin, Agrarwissenschaftlerin
- Emma Martin (Feministin) (1812–1851), englische Sozialreformerin und Feministin
- Emma Martin (NS-Opfer) (1892–1943), deutsches NS-Opfer
- Emmanuel Martin (* 2007), Fußballspieler der Turks- und Caicosinseln
- Enrique Martín Monreal (* 1956), spanischer Fußballspieler und -trainer
- Enrique Martín Navarro (1924–2016), spanischer Fußballspieler und -trainer
- Enrique Martín Sánchez (* 1972), spanischer Fußballspieler
- Enriqueta Martín Ortiz de la Tabla (1892–1984), spanische Hochschullehrerin und Bibliothekswissenschaftlerin
- Eric Martin (Mediziner) (1900–1980), Schweizer Arzt und Wissenschaftler, Präsident des Internationalen Komitees vom Roten Kreuz (1973–1976)
- Eric Martin (Musiker) (* 1960), US-amerikanischer Musiker und Sänger
- Erich Martin (Lehrer) (1890–1968), deutscher Lehrer und Naturwissenschaftler
- Erich Martin (Maler) (1905–1977), deutscher Maler
- Erich Martin (Fußballspieler) (* 1929), deutscher Fußballspieler
- Erik Martin (1936–2017), deutscher Autor, Herausgeber und Liedermacher
- Ernest Martin (Theologe) (1849–1910), Schweizer Theologe und Hochschullehrer
- Ernest Martin (Schwimmer) (1878–??), französischer Schwimmer
- Ernest Martin (Regisseur) (* 1932), US-amerikanischer Regisseur, Intendant, Schauspieler und Tänzer
- Ernst Martin (Germanist) (1841–1910), deutscher Germanist und Romanist
- Ernst Martin, Pseudonym von Ernst Benedikt (1882–1973), österreichischer Verleger, Schriftsteller und Künstler
- Ernst Martin, Pseudonym von Emil Johannes Meyer (1885–1949), deutscher Verleger und Autor
- Ernst Martin (Politiker) (1885–1974), deutscher Politiker (DNVP)
- Ernst Martin (Intendant) (1891–1954), deutscher Regisseur, Theaterintendant und Schriftsteller
- Ernst Martin (Fußballspieler) (* 1945), deutscher Fußballspieler
- Ernst Ewald Martin (1900–1934), deutscher Detektiv
- Ernst J. Martin (1900–1967), deutscher Dendrologe, Naturschützer und Zahnarzt
- Ersen Martin (1979–2024), türkischer Fußballspieler
- Erwan Martin (* 1993), französischer Fußballspieler
- Esmond Bradley Martin (1941–2018), US-amerikanisch-kenianischer Naturschützer
- Esteban Martín Jiménez (1937–1995), spanischer Radrennfahrer
- Étienne Martin (1913–1995), französischer Bildhauer und Objektkünstler
- Eugen Theodor Martin (1925–2010), deutscher Unternehmer und Stifter
- Eugène Martin (Maler) (1880–1954), Schweizer Maler
- Eugène Martin (Rennfahrer) (1915–2006), französischer Automobilrennfahrer
- Eugene James Martin (1938–2005), US-amerikanischer Maler
- Eugenio Martín (1925–2023), spanischer Regisseur und Drehbuchautor

#### F
- Fabrice Martin (* 1986), französischer Tennisspieler
- Felisa Martín (1898–1979), spanische Physikerin und Meteorologin
- Felix Martin (Politiker) (* 1995), deutscher Politiker (Bündnis 90/Die Grünen)
- Félix Martin-Feuillée (1830–1898), französischer Rechtsanwalt und Politiker
- Felix Martin Poenichen (* 1964), deutscher Schauspieler, Sänger und Musicaldarsteller
- Fernand Martin (1849–1919), französischer Unternehmer, siehe Fernand Martin (Unternehmen)
- Fernando Martín (1962–1989), spanischer Basketballspieler
- Fernando Martín Croxatto (* 1956), argentinischer Geistlicher, Bischof von Neuquén
- Fernando Torres Martín (* 1978), spanischer Radrennfahrer
- Fernando Fernández Martín (* 1943), spanischer Politiker
- Fiddlin’ Joe Martin (1900–1975), US-amerikanischer Musiker
- Finn Martin, deutscher Popsänger
- Florencia Martin (* 1985), US-amerikanische Szenenbildnerin
- Floyd Martin (1929–2023), kanadischer Eishockeyspieler und -trainer
- Frances Martin (* 1939), österreichische Schauspielerin
- Francesca De Martin (1961–2009), deutsch-italienische Kabarettistin
- Francis Marion Martin (1830–1903), US-amerikanischer Politiker
- Francisco San Martin (1985–2025), US-amerikanischer Schauspieler
- François Martin (Gouverneur) (1634–1706), französischer Generalgouverneur von Pondicherry
- François Martin (Komponist, 17. Jahrhundert) (vor 1658 – nach 1680), französischer Komponist und Gitarrist
- François Martin (Komponist, um 1727) (um 1727–1757), französischer Komponist und Cellist
- François Martin (Mediziner) (1917–1998), Schweizer Mediziner
- François Martin (Illustrator) (* 1968), französischer Illustrator
- François Marie Emile Martin (1794–1871), französischer Hüttentechniker
- Frank Martin (Baseballspieler) (1878–1942), US-amerikanischer Baseballspieler
- Frank Martin (Reiter) (1885–1962), schwedischer Reiter
- Frank Martin (Komponist) (1890–1974), Schweizer Komponist
- Frank Martin (Cricketspieler) (1893–1967), westindischer Cricketspieler
- Frank Martin (Eishockeyspieler) (1933–2007), kanadischer Eishockeyspieler
- Frank Martin (Politiker) (1938–2012), US-amerikanischer Politiker
- Frank Martin (Kunsthistoriker) (1961–2014), deutscher Kunsthistoriker
- Frank R. Martin (1879–1959), US-amerikanischer Politiker
- Franz Martin (General) (1826–1906), deutscher Generalmajor
- Franz von Martin (1854–1931), deutscher Generalleutnant
- Franz Martin (1882–1950), österreichischer Archivar und Kunsthistoriker
- Franz Martin (Bildhauer) (1904–1959), deutscher Bildhauer
- Frauke Martin (* 1944), deutsche Politikerin (SPD), MdHB
- Fred Martin (1929–2013), schottischer Fußballspieler
- Freddy Martin (1906–1983), US-amerikanischer Saxophonist und Bandleader
- Frederick S. Martin (1794–1865), US-amerikanischer Politiker
- Fredericka Martin (1905–1992), US-amerikanische Krankenschwester und Fotografin
- Friedrich Martin (Missionar) (1704–1750), deutscher evangelischer Missionar und Bischof der Herrnhuter Brüdergemeine
- Friedrich Martin (Uhrmacher) (1831–1914), deutscher Uhrmacher
- Friedrich Martin (Amtmann) (um 1821–1868), deutscher Verwaltungsbeamter
- Friedrich Martin (Ingenieur) (1885–1951), deutscher Ingenieur, Hochschullehrer und Industriemanager
- Friedrich Martin (Organist) (1888–1931), deutscher Organist
- Friedrich Martin (Politiker) (Fritz Martin; 1902–nach 1952), deutscher Politiker (KPD/SED, DBD)
- Friedrich Josef Martin (Fritz Martin; 1914–1974), deutscher Unternehmer, Gründer von Semikron
- Fritz Martin (Fabrikant) (?–1974), deutscher Fabrikant und Firmengründer
- Fritz Martin (Maler) (1909–1995), deutscher Maler

#### G
- Gabriel Martín (* 1991), uruguayischer Fußballspieler
- Gabriel Martín del Campo, mexikanischer Fußballspieler
- Gabriel J. Martín (* 1971), spanischer Psychologe, Schriftsteller und LGBT-Aktivist
- Gael Martin (* 1956), australische Leichtathletin
- Gail R. Martin (* 1944), US-amerikanische Entwicklungsbiologin
- Gail Z. Martin (* 1962), US-amerikanische Schriftstellerin
- Gareth Martin (* 1982), nordirischer Eishockeyspieler
- Geoffrey Thorndike Martin (1934–2022), britischer Ägyptologe
- Georg Martin (1816–1881), deutscher Geometer und Politiker, MdR
- George Martin (Cricketspieler, 1833) (1833–1876), englischer Cricketspieler
- George Martin (Cricketspieler, 1845) (1845–1900), englischer Cricketspieler
- George Martin (Cricketspieler, 1869) (1869–1961), neuseeländischer Cricketspieler
- George Martin (Cricketspieler, 1875) (1875–1957), englischer Cricketspieler
- George Martin (Cricketspieler, 1880) (1880–1962), englischer Cricketspieler
- George Martin (Fußballspieler, 1889) (1889–1962), englischer Fußballspieler
- George Martin (Fußballspieler, 1892) (1892–1979), englischer Fußballspieler
- George Martin (Fußballspieler, 1899) (1899–1972), schottischer Fußballspieler und -trainer
- George Martin (Leichtathlet), neuseeländischer Stabhochspringer
- George Martin (1926–2016), britischer Musiker und Musikproduzent
- George Martin (Schauspieler, 1929) (1929–2010), US-amerikanischer Schauspieler
- George Martin (Schauspieler, 1937) (1937–2021), spanischer Schauspieler
- George Martin (Footballspieler) (* 1953), US-amerikanischer American-Football-Spieler
- George Martin (Rugbyspieler) (* 2001), englischer Rugby-Union-Spieler
- George B. Martin (1876–1945), US-amerikanischer Politiker
- George M. Martin (* 1927), US-amerikanischer Pathologe und Genetiker
- George R. R. Martin (* 1948), US-amerikanischer Schriftsteller und Drehbuchautor
- George Willard Martin (1886–1971), US-amerikanischer Mykologe
- Georges Martin (Freimaurer) (1844–1916), französischer Arzt und Freimaurer
- Georges Martin (Radsportler) (1915–2010), französischer Radsportler und Unternehmer
- Georges Martin (Ingenieur) (1930–2017), französischer Motorkonstrukteur
- Georges Martin (Physiker) (* 1940), französischer Physiker und Werkstoffwissenschaftler
- Georges-Henri Martin (1916–1992), Schweizer Journalist
- Gerard Martín (* 2002), spanischer Fußballspieler
- Gerhard Marcel Martin (* 1942), deutscher Theologe
- Germaine Martin (1892–1971), Schweizer Fotografin
- Gerry Martin (1915–1980), US-amerikanischer Marineoffizier und Funkamateur
- Gianfranco Martin (* 1970), italienischer Skirennläufer
- Gigi Martin (* 1935), deutsche Schriftstellerin
- Gilberte Martin (1910–1999), kanadische Pianistin und Musikpädagogin
- Giles Martin (* 1969), britischer Musikschaffender
- Gilles Martin (Unternehmer) (* 1963), französischer Unternehmer
- Gilles Martin (Basketballspieler) (* 1989), Schweizer Basketballspieler
- Gillian Martin (* 1964), schottische Badmintonspielerin
- Gillian Martin (Politikerin), schottische Politikerin
- Giorgio Martin (* 1960), rumänischer Sänger (Tenor)
- Glenn Luther Martin (1886–1955), US-amerikanischer Flugzeugkonstrukteur
- Gottfried Martin (1901–1972), deutscher Philosoph
- Grady Martin (1929–2001), US-amerikanischer Gitarrist
- Graham Martin (1912–1990), US-amerikanischer Diplomat
- Graham Martin (Tennisspieler) (* 1963), simbabwischer Tennisspieler
- Graham Patrick Martin (* 1991), US-amerikanischer Schauspieler
- Grant Martin (* 1962), kanadischer Eishockeyspieler
- Greg Martin (* 1963), australischer Rugby-Union-Spieler
- Gregory Martin (um 1540–1582), britischer Bibelübersetzer
- Gregory Paul Martin (* 1957), britischer Schauspieler
- Gregory S. Martin (* 1948), US-amerikanischer General der Air Force
- Guillaume Martin (* 1993), französischer Radrennfahrer
- Günter Martin (* 1956), deutscher Informatiker und Publizist
- Günther Martin (Bildhauer) (1896–1944), deutscher Bildhauer
- Günther Martin (Unternehmer) (* 1934), deutscher Unternehmensgründer
- Gunther Ulf Martin (* 1976), deutscher Altphilologe und Hochschullehrer
- Gustav Martin (1862–1947), deutscher Chemiker und Industrieller
- Guy Martin (Koch) (* 1957), französischer Koch
- Guy Martin (Rennfahrer) (* 1981), britischer Motorradrennfahrer

#### H
- H. Newell Martin (Henry Newell Martin; 1848–1896), britischer Physiologe
- Hans Martin (Gartenarchitekt) (1883–1945), deutscher Gartenarchitekt und Autor
- Hans von Martin (1885–1973), deutscher Marineoffizier
- Hans Martin (KLM-Manager)  (1886–1964), niederländischer Manager und Schriftsteller
- Hans Martin (Radsportler) (1913–2005), Schweizer Radrennfahrer, Kunstflieger und Erfinder
- Hans Martin (Komponist) (1916–2007), deutscher Komponist, Chorleiter und Organist
- Hans Martin (Politiker) (1930–2016), deutscher Politiker (SPD), Oberbürgermeister von Hanau
- Hansjörg Martin (1920–1999), deutscher Schriftsteller
- Hans Herbert Martin (1926–2023), deutscher Biologe
- Hans-Leo Martin (1899–??), deutscher Offizier und Autor
- Hans-Peter Martin (* 1957), österreichischer Publizist und Politiker
- Hans-Stephan Martin (1967–2006), deutscher Kirchenmusiker
- Harold Brownlow Martin (1918–1988), britischer Offizier der Luftstreitkräfte
- Harry Ludwig Martin, deutscher Richter und Politiker
- Harvey Martin (1950–2001), US-amerikanischer American-Football-Spieler
- Hector Martin (1898–1972), belgischer Radrennfahrer
- Heinrich Martin (1818–1872), deutscher Schriftsteller, siehe Heinrich Martin Jaenicke
- Heinrich Martin (Forstwissenschaftler) (1849–1936), deutscher Forstwissenschaftler
- Heinrich Martin (Fußballfunktionär) (1874–1933), deutscher Fußballfunktionär
- Heinrich Martin (Bankier) (1890–1968), deutscher Bankier
- Heinrich Robert Martin (1815–1895), deutscher Jurist
- Heinz Martin (* 1943), deutscher Automobilrennfahrer
- Heinz Robert Martin (* 1949), deutscher Gitarrist
- Hélène Martin (1928–2021), französische Chansonnière
- Helga Martin (1940–1999), deutsche Schauspielerin
- Helmut Martin (Sinologe)  (1940–1999), deutscher Sinologe
- Helmut Martin (Politiker) (* 1963), deutscher Politiker (CDU)
- Henno Martin (1910–1998), deutscher Geologe
- Henri Martin (Dompteur) (1793–1882) französischer Dompteur und Zoomitbegründer
- Henri Martin (Historiker) (1810–1883), französischer Historiker und Politiker
- Henri Martin (Maler) (1860–1943), französischer Maler
- Henri Martin (Chemiker), Schweizer Chemiker
- Henri Martin (Politiker) (1927–2015), französischer Matrose und Politiker (PCF)
- Henri François Martin (1878–1959), Schweizer Diplomat
- Henry Martin, 1. Baronet (1733–1794), britischer Offizier und Politiker
- Henry Martin (Politiker, 1763) (1763–1839), britischer Politiker
- Henry Martin, 2. Baronet (1768–1842), britischer Cricketspieler
- Henry Martin (Mörder) († 1866), britischer Mörder
- Henry Martin (Geistlicher) (1830–1903), britischer Geistlicher
- Henry Martin (Politiker, 1864) (1864–1951), britischer Politiker
- Henry Martin (General) (1888–1984), französischer General
- Henry Martin (Bischof) (1889–1971), britisch-kanadischer Geistlicher, Bischof von Saskatchewan
- Henry Martin (Badminton) (1891–??), englischer Badmintonspieler
- Henry Martin (Tennisspieler) englischer Tennisspieler
- Henry Martin (Fußballspieler, 1891) (1891–1974), englischer Fußballspieler
- Henry Martin (Comiczeichner) (1925–2020), US-amerikanischer Comiczeichner
- Henry Martin (Musiker) (* 1950), US-amerikanischer Musiker, Autor und Hochschullehrer
- Henry Martin (Rennfahrer) (* 1965), argentinischer Automobilrennfahrer
- Henry Martín (* 1992), mexikanischer Fußballspieler
- Henry Martin (Fußballspieler, 1997) (* 1997), US-amerikanischer Fußballspieler
- Henry Martin (Maler), deutscher Dekorationsmaler
- Henry Byam Martin (1803–1865), britischer Offizier und Maler
- Henry James Martin, eigentlicher Name von Kalfie Martin (1910–2000), südafrikanischer Generalleutnant
- Henry Newell Martin, eigentlicher Name von H. Newell Martin (1848–1896), britischer Physiologe
- Henry Robert Charles Martin (1889–1942), britischer Offizier
- Herbert Martin (Fußballspieler) (1925–2016), deutscher Fußballspieler und -trainer
- Herbert Martin (Songwriter) (1926–2019), US-amerikanischer Liedtexter
- Hermann Martin (Sänger) (1841–1901), deutscher Chorsänger
- Hermann Martin (Sportschütze) (1869–1917), französischer Sportschütze
- Hertha Martin (1930–2004), österreichische Schauspielerin
- Holger Martin (1942–2016), deutscher Ingenieurwissenschaftler und Hochschullehrer
- Homer Dodge Martin (1836–1897), amerikanischer Landschaftsmaler
- Horst Martin (Entomologe) (* 1933), deutscher Insektenforscher und Schmetterlingssammler
- Horst Martin (Fußballspieler) (1937–2019), deutscher Fußballspieler
- Horst Martin (* 1946), deutscher Offizier
- Hubert Jacques Martin (1943–2008), kanadischer Eishockeyspieler, siehe Pit Martin
- Hubert S. Martin (1879–1938), britischer Diplomat
- Hugh Martin (1914–2011), US-amerikanischer Komponist

#### I
- Ian Martin (Menschenrechtsaktivist) (* 1946), britischer Menschenrechtsaktivist und Diplomat
- Ian Martin (Drehbuchautor) (* 1953), britischer Drehbuchautor
- Ian Martin (Snookerspieler) (* 1982), britischer Snookerspieler
- Illa Martin (1900–1988), deutsche Dendrologin und Naturschützerin
- Ines Martin (* 1964), deutsche Fußballtorhüterin
- Inés Martín Rodrigo (* 1983), spanische Journalistin und Schriftstellerin
- Ingeborg Martin, deutsches Model
- Iris Martin-Gehl (* 1956), deutsche Politikerin (Die Linke)
- Isabella von Lauppert-Martin (1856–nach 1928), deutsche Opernsängerin (Sopran) und Gesangspädagogin
- Isaac Martin († 1793), britischer Seemann, Meuterer
- Ivo Martin (* 2003), deutscher Indie-Pop-Sänger

#### J
- J. D. Martin (* 1939), US-amerikanischer Leichtathlet
- Jack Martin (Fußballspieler, 1882) (John Martin; 1882–??), englischer Fußballspieler
- Jack Martin (Fußballspieler, 1903) (John Charles Martin; 1903–1976), englischer Fußballspieler
- Jack Martin (Fußballspieler, 1904) (John Martin; 1904–1984), englischer Fußballspieler
- Jack Martin (Fußballspieler, 1912) (John Martin; 1912–1971), englischer Fußballspieler
- Jack Martin (Cricketspieler) (1917–1987), englischer Cricketspieler
- Jack Martin (Fußballspieler, 1935) (John Grieve Martin; * 1935), schottischer Fußballspieler
- Jack Martin (Eishockeyspieler) (Jack Raymond Martin; * 1940), kanadischer Eishockeyspieler
- Jacobo Martín, spanischer Schauspieler
- Jacques Martin (Historiker) (1684–1751), französischer Historiker
- Jacques Martin (Theologe) (1794–1874), Schweizer evangelischer Geistlicher
- Jacques Martin (Komponist) (1851–1930), belgischer Musiker und Komponist
- Jacques Martin (Bildhauer) (1885–1976), französischer Bildhauer
- Jacques Martin (Comiczeichner) (1921–2010), französischer Comiczeichner
- Jacques Martin (Philosoph) (1922–1964), französischer Philosoph und Übersetzer
- Jacques Martin (Politiker) (1933–2005), Schweizer Politiker (FDP)
- Jacques Martin (Moderator) (1933–2007), französischer Schauspieler und Fernsehmoderator
- Jacques Martin (Radsportler) (1952–2004), belgischer Radsportler
- Jacques Martin (Eishockeytrainer) (* 1952), kanadischer Eishockeyspieler und -trainer
- Jacques-Paul Martin (1908–1992), französischer Kardinal
- Jaime Rafael Fuentes Martín (* 1945), uruguayischer Priester, Bischof von Minas
- Jakob Martin (1880–1938), deutscher Priester und Widerstandskämpfer
- Jamal Martin (* 1982), deutscher Basketballspieler
- James Martin (Politiker) (1820–1886), australischer Politiker
- James Martin (Politiker, 1821) (1821–1899), australischer Politiker
- James Martin (Ingenieur) (1893–1981), britischer Ingenieur und Unternehmer
- James Martin (Informatiker) (1933–2013), britischer Informatiker und Sachbuchautor
- James Martin (Eishockeyspieler) (* 1991), kanadischer Eishockeyspieler
- James Martin (Schauspieler) (* 1992), englischer Schauspieler
- James Martin (Theologe) (* 1960), US-amerikanischer Autor und römisch-katholischer Theologe
- James Cullen Martin (1928–1999), US-amerikanischer Chemiker
- James D. Martin (1918–2017), US-amerikanischer Politiker
- James G. Martin (* 1935), US-amerikanischer Politiker
- James Green Martin (1819–1878), US-amerikanischer Offizier der Konföderierten
- James J. Martin (1916–2004), US-amerikanischer Holocaustleugner
- James Loren Martin (1846–1915), US-amerikanischer Jurist
- James Purdon Martin (1893–1984), britischer Humangenetiker
- James Robert Martin (1909–1984), US-amerikanischer Jurist
- James S. Martin (1920–2002), amerikanischer Luftfahrtingenieur
- James Stewart Martin (1826–1907), US-amerikanischer Politiker
- Jan Martin (Hockeyspielerin) (Jan Elizabeth Martin; * 1959), neuseeländische Hockeyspielerin
- Jan Martin (Tennisspielerin) (* 1963), US-amerikanische Tennisspielerin
- Jan Martín (Basketballspieler) (Jan Fernando Martín Sonneborn; * 1984), deutsch-spanisch-israelischer Basketballspieler
- Jan Martin (Produzent) (* 1985), deutscher Musikproduzent
- Jane Martin, englische Squashspielerin
- Janis Martin (Sängerin, 1939) (1939–2014), US-amerikanische Opernsängerin (Mezzosopran, Sopran)
- Janis Martin (Sängerin, 1940) (1940–2007), US-amerikanische Rockabilly-Sängerin
- Jared Martin (1941–2017), US-amerikanischer Schauspieler
- Jason Martin (* 1970), britischer Maler
- Javier Martín Sánchez (* 1975), andorranischer Fußballspieler
- Javier Martín Vide (* 1957), spanischer Klimatologe und Hochschullehrer
- Javier Martín de Villa (* 1981), spanischer Skibergsteiger
- Jay Martin (* 1944), US-amerikanischer Skispringer
- Jayden Martin (* 2002), antiguanischer Fußballtorhüter
- Jaz Martin, britischer Schauspieler
- Jean Martin (Übersetzer) († 1553), französischer Humanist, Übersetzer und Diplomat
- Jean Martin (Politiker) (1868–1922), deutscher Politiker (SPD)
- Jean Martin (Rennfahrer), französischer Automobilrennfahrer
- Jean Martin (Schauspieler) (1922–2009), französischer Schauspieler
- Jean Martin, Pseudonym von Gino Marturano (* 1931), italienischer Schauspieler
- Jean-Ami Martin (1736–1807), Schweizer Geistlicher und Bibliothekar
- Jean-Baptiste Martin (Maler) (1659–1735), französischer Maler und Zeichner
- Jean-Baptiste Bienvenu-Martin (1847–1943), französischer Jurist und Politiker
- Jean-Georges Martin (1902–1989), Schweizer Schriftsteller
- Jean-Hubert Martin (* 1944), französischer Kunsthistoriker, Kurator und Museumsleiter
- Jean-Louis Martin (Geistlicher) (* 1933/1934), kanadischer Geistlicher, Bischof von Pucallpa
- Jean-Louis Martin (Reiter) (* 1939), französischer Reiter
- Jean-Louis Martin (Rugbyspieler) (* 1948), französischer Rugby-Union-Spieler
- Jean-Michel Martin (* 1953), belgischer Automobilrennfahrer
- Jean-Pol Martin (* 1943), deutsch-französischer Pädagoge
- Jeanne Martin Cissé (1926–2017), guineische Politikerin
- Jeff Martin (Musiker, 1957) (Jeffery Louis Martin; * 1957), US-amerikanischer Sänger und Schlagzeuger
- Jeff Martin (Basketballspieler, 1967) (Jeffery Allen Martin; * 1967), US-amerikanischer Basketballspieler
- Jeff Martin (Musiker, 1969) (Jeffrey Scott Martin; * 1968), kanadischer Gitarrist, Sänger und Songwriter
- Jeff Martin (Drehbuchautor) (Jeffrey Summerlin Martin), US-amerikanischer Drehbuchautor und Fernsehproduzent
- Jeff Martin (Eishockeyspieler) (* 1979), kanadischer Eishockeyspieler
- Jeffrey Martin (* 1994), deutscher Basketballspieler
- Jenna Martin (* 1988), kanadische Leichtathletin
- Jennifer Martin (* 1992), US-amerikanische Fußballspielerin
- Jens Martin (* 1963), deutscher Sportmediziner und Hochschullehrer
- Jérôme Martin (1941–2009), französischer Ordensgeistlicher, Bischof von Berbérati
- Jerome Martin († 2006), südafrikanischer Sänger
- Jerry Martin (Skispringer) (* 1950), US-amerikanischer Skispringer
- Jerry Martin (Komponist) (* 1965), US-amerikanischer Komponist
- Jess Martin (* 1992), britische Leichtathletin
- Jesse Martin (Pokerspieler) (* 1981), US-amerikanischer Pokerspieler
- Jesse Martin (Segler) (* 1981), australischer Weltumsegler
- Jesse L. Martin (* 1969), US-amerikanischer Schauspieler
- Jesse M. Martin (1877–1915), US-amerikanischer Politiker
- Jim Martin (Politiker) (* 1945), US-amerikanischer Politiker
- Jim Martin (Puppenspieler), US-amerikanischer Puppenspieler
- Jim Martin (Musiker) (* 1961), US-amerikanischer Rockmusiker
- Jimmy Martin (Boxer), US-amerikanischer Boxer
- Jimmy Martin (Diplomat) (1920–2008), Schweizer Diplomat
- Jimmy Martin (Golfspieler) (James Martin; 1924–2000), irischer Golfspieler
- Jimmy Martin (Musiker) (James H. Martin; 1927–2005), US-amerikanischer Musiker und Sänger
- Jimmy Martin (Fußballspieler), irischer Fußballspieler
- Jo Martin, britische Schauspielerin
- Joan Martin († vor 1322), englische Adlige
- Jochen Martin (1936–2025), deutscher Althistoriker
- Joe Martin, bekannt als Fiddlin’ Joe Martin (1900–1975), US-amerikanischer Bluesmusiker
- Joe Martin (Bassist) (* 1970), US-amerikanischer Jazzmusiker
- Joe Martin (Fußballspieler) (* 1980), englischer Fußballspieler
- Johann Martin (Maler), Schweizer Maler und Kupferstecher
- Johann Martin, eigentlicher Name von Laurentius von Schnüffis (1633–1702), österreichischer Ordensgeistlicher, Schauspieler, Sänger, Komponist und Lyriker
- Johann Martin (Uhrmacher) (1642–1721), deutscher Uhrmacher
- Johann Martin (Leichtathlet) (1893–1959), estnisch-russischer Stabhochspringer
- Johann Fredrik Martin (auch Johann Friedrich Martin; 1755–1816), schwedischer Kupferstecher
- Johann Jakob Martin (1790–1858), Schweizer Politiker
- Johanna Martin (* 2006), deutsche Leichtathletin
- Johannes Martin (Politiker) (1803–nach 1860), Schweizer Jurist und Politiker
- Johannes Martin XVII. (1883–1944), deutscher Zeitungsverleger und Druckereiunternehmer
- Johannes VI. Martin (1573–1628), deutscher Ordensgeistlicher, Abt von Münsterschwarzach
- John Martin (Politiker, um 1730) (um 1730–1786), US-amerikanischer Politiker (Georgia)
- John Martin (Maler) (1789–1854), britischer Maler
- John Martin (Politiker, 1833) (1833–1913), US-amerikanischer Politiker (Kansas)
- John Martin (Politiker, 1839) (1839–1889), US-amerikanischer Politiker (Kansas)
- John Martin (Sportschütze) (1868–1951), britischer Sportschütze
- John Martin (Schiedsrichter) (* 1939), englischer Fußballschiedsrichter
- John Martin (Fußballspieler, 1958) (* 1958), schottischer Fußballspieler
- John Martin, geboren als John Martin Scripps (1959–1996), britischer Mörder
- John Martin (Sänger) (* 1980), schwedischer Sänger
- John Martin (Rennfahrer) (* 1984), australischer Automobilrennfahrer
- John Martin (Badminton) (* um 1985), jamaikanischer Badmintonspieler
- John Andrew Martin (1868–1939), US-amerikanischer Politiker
- John C. Martin (1880–1952), US-amerikanischer Politiker
- John C. Martin (Manager) (1951–2021), US-amerikanischer Chemiker und Manager
- John Marshall Martin (1832–1921), US-amerikanischer Offizier und Politiker
- John Mason Martin (1837–1898), US-amerikanischer Politiker
- John Preston Martin (1811–1862), US-amerikanischer Politiker
- John W. Martin (1884–1958), US-amerikanischer Politiker
- John Martin-Dye (1940–2022), britischer Schwimmer und Wasserballspieler
- Jonas Martin (* 1990), französischer Fußballspieler
- Jörg Martin (Bibliothekar) (1936–2014), deutscher Bibliothekar und Musikwissenschaftler
- Jörg Martin (Fußballspieler) (1954–1979), deutscher Fußballspieler
- Jörg Martin (Autor) (* 1966), deutscher Autor
- Jörg Martin (Archivar) (* 1969), deutscher Archivar und Historiker
- Jorge Martín (* 1998), spanischer Motorradrennfahrer
- José Martín (Ruderer), spanischer Ruderer
- José Backhaus Martin (1884–1922), chilenischer Maler, siehe José Backhaus
- José Guadalupe Martín Rábago (* 1935), mexikanischer Priester, Erzbischof von León
- José Javier Travieso Martín (* 1952), spanischer Priester, Weihbischof in Trujillo
- José Luis Martín Descalzo (1930–1991), spanischer Priester, Dichter, Journalist und Übersetzer
- José Luis Martín Zabala (* 1953), spanischer Comicautor und Zeichner
- José Manuel Martín (1924–2006), spanischer Schauspieler
- José María Martín de Herrera y de la Iglesia (1835–1922), spanischer Geistlicher, Erzbischof von Santiago de Compostela
- José María Martín Rodríguez (Martín; 1926–2006), spanischer Fußballspieler und -trainer
- José María San Martín y Ulloa (1811–1857), salvadorianischer Politiker, Präsident 1852 und 1854 bis 1856
- José María de la Torre Martín (1952–2020), mexikanischer Geistlicher, Bischof von Aguascalientes
- José Martín y Pérez de Nanclares (* 1965), spanischer Jurist
- José de San Martín (1778–1850), argentinischer Revolutionär
- Josef Martin (Politiker) (1865–1941), deutscher Politiker (Zentrum)
- Josef Martin (Philologe) (1884–1973), deutscher Klassischer Philologe
- Josefa Martín Luengo (1944–2009), spanische Pädagogin
- Joseph M. Martin (* 1962), pensionierter US-amerikanischer Vier-Sterne-General
- Joseph Martin (Orgelbauer) (um 1740–vor 1807), deutscher Orgelbauer
- Joseph Martin (Politiker) (1852–1923), kanadischer Politiker
- Joseph Martin (Bischof) (1903–1982), belgischer Geistlicher, Bischof von Ngozi
- Joseph John Martin (1833–1900), US-amerikanischer Politiker
- Joseph-Marie Martin (1891–1976), französischer Geistlicher, Erzbischof von Rouen
- Joseph William Martin (1884–1968), US-amerikanischer Politiker
- Joshua L. Martin (1799–1856), US-amerikanischer Politiker (Alabama)
- Josiah Martin (1737–1786), britischer Politiker, Gouverneur der Province of North Carolina
- Juan Martín (Sänger), genannt El Cabogatero (1810–1880), spanischer Minenarbeiter und Flamencosänger
- Juan Martín (Musiker) (Juan Cristóbal Martín; * 1948), spanischer Gitarrist
- Juan Fernández Martín (* 1957), spanischer Radsportler
- Juan del Río Martín (1947–2021), spanischer Geistlicher, Militärerzbischof von Spanien
- Juan Alejandro Martín (1865–1963), argentinischer Marineoffizier und Politiker
- Juan José Martin (* 1981), spanischer Eishockeyspieler
- Judy Martin, britische Politikerin
- Judy Martin (Wrestlerin), US-amerikanische Wrestlerin
- Jules Martin (1824–1875), Schweizer Politiker
- Julián López Martín (* 1945), spanischer Geistlicher, Bischof von León
- Julius Martin (Theologe) (1812–1894), deutscher Theologe, Generalsuperintendent und Mitglied der kurhessischen Ständeversammlung
- Julius Martin (Politiker), deutscher Richter und Politiker
- Jürgen Martin (* 1949), deutscher Fußballspieler

#### K
- Karl Martin (Geologe) (1851–1942), deutscher Geologe und Paläontologe
- Karl Martin (Jurist) (1877–1974), deutscher Jurist und Richter
- Karl Martin (Politiker) (1893–1974), deutscher Politiker (NSDAP), MdR
- Karl Martin, Pseudonym von Karl-Heinz Reichel (1917–nach 1971), deutscher Schlagerkomponist, Sänger und Schauspieler
- Karlheinz Martin (1886–1948), deutscher Regisseur und Drehbuchautor
- Karl Josef Martin (1829–1893), deutscher Beamter und Politiker, MdL Baden
- Karl Wilhelm Martin (1846–1885), Schweizer Politiker
- Katey Martin (* 1985), neuseeländische Cricketspielerin
- Katharina Martin (* 1971), deutsche Numismatikerin
- Katharina Martin-Virolainen (* 1986), russlanddeutsche Kulturschaffende
- Katrin Martin (* 1950), deutsche Schauspielerin
- Katrin Martin-Fröhling, deutsche Autorin
- Kellie Martin (* 1975), US-amerikanische Schauspielerin
- Kelly Martin (* 1914), US-amerikanischer Jazzmusiker
- Kelvin Martin (1964–1987), US-amerikanischer Krimineller
- Ken Martin (* 1973), US-amerikanischer Politiker
- Kenneth Martin (1905–1984), britischer Künstler
- Kenyon Martin (* 1977), US-amerikanischer Basketballspieler
- Kevin Martin (Boxer), irischer Boxer
- Kevin Martin (Curler) (* 1966), kanadischer Curler
- Kevin Martin (Beachvolleyballspieler) (* 1968), US-amerikanischer Beachvolleyballspieler
- Kevin Martin (Sänger) (* 1969), US-amerikanischer Sänger
- Kevin Martin (Musiker), britischer Musiker
- Kevin Martin (Basketballspieler) (* 1983), US-amerikanischer Basketballspieler
- Kevin Martin (Pokerspieler) (* 1993), kanadischer Pokerspieler und Reality-TV-Teilnehmer
- Killian Martin (* 1998), Schweizer Basketballspieler
- Kim Martin Hasson (* 1986), schwedische Eishockeyspielerin
- Knox Martin (1923–2022), US-amerikanischer Bildhauer und Maler
- Konrad Martin (Zofingen) († 1426), Geistlicher und Dienstadliger
- Konrad Martin (Pfarrer) (1765–1844), deutscher Pfarrer, Domkapitular in Freiburg
- Konrad Martin (1812–1879), deutscher Theologe und Geistlicher, Bischof von Paderborn
- Konrad Martin (Ökologe) (* 1959), deutscher Agrarökologe und Hochschullehrer
- Kris Martin (* 1972), belgischer Zeichner und Objektkünstler
- Kurt Martin (Schriftsteller) (1891–1968), deutscher Schriftsteller
- Kurt Martin (Kunsthistoriker) (1899–1975), deutscher Kunsthistoriker
- Kurt Martin, späterer Name von Kurt Mandelbaum (1904–1995), deutsch-britischer Ökonom
- Kurt Martin (Gewerkschafter) (* 1946), deutscher Gewerkschafter
- Kurt Martin (Regisseur), australischer Regisseur und Drehbuchautor

#### L
- Larry Martin (1943–2013), US-amerikanischer Paläontologe
- Larry Martin (Skilangläufer) (* 1950), US-amerikanischer Skilangläufer
- Laura Martin (Coloristin) (geb. Laura DePuy), Coloristin
- Laura Martin (Sängerin) (* 1979), deutsche Sängerin
- Laura Martin (Schauspielerin), Schauspielerin
- Laura C. Martin (Laura Coogle Martin; * 1952), Autorin
- Laurence Martin (1928–2022), britischer Pilot und Politikwissenschaftler
- Laurent Saint-Martin (* 1985), französischer Politiker
- LaVonna Martin (* 1966), US-amerikanische Leichtathletin
- Lee Martin (Politiker) (William Lee Martin; 1870–1950), neuseeländischer Politiker
- Lee Roy Martin (1937–1972), US-amerikanischer Serienmörder
- Lee Martin, Pseudonym von Anne Wingate (1943–2021), US-amerikanische Polizistin und Schriftstellerin
- Lee Martin (Schriftsteller) (* um 1955), US-amerikanischer Schriftsteller
- Lee Martin (Fußballspieler, Februar 1968) (Lee Andrew Martin; * 1968), englischer Fußballspieler
- Lee Martin (Fußballspieler, September 1968) (Lee Brendan Martin; * 1968), englischer Fußballspieler
- Lee Martin (Fußballspieler, 1987) (Lee Robert Martin; * 1987), englischer Fußballspieler
- Léon Martin (1873–1967), französischer Politiker und Widerstandskämpfer
- Leonard Martin (1901–1967), britischer Segler
- Léonie Martin (1863–1941), französische Ordensfrau
- Leopold Martin (1815–1885), deutscher Tierpräparator
- Leotis Martin (1939–1995), US-amerikanischer Boxer
- Leslie Martin (1908–2000), britischer Architekt
- Lewis Martin (Schauspieler) (1894–1969), US-amerikanischer Schauspieler
- Lewis Martin (Fußballspieler) (* 1996), schottischer Fußballspieler
- Lewis J. Martin (1844–1913), US-amerikanischer Politiker
- Lilo Martin (1908–1986), deutsche Komponistin
- Linda Martin (* 1947), irische Sängerin und Moderatorin
- Linda Ann Martin (* 1954), britische Fechterin
- Lionel Martin (Rennfahrer) (1878–1945), britischer Geschäftsmann und Automobilrennfahrer
- Lionel Martin (Saxophonist) (* 1974), französischer Jazzmusiker
- Lionel Martin (Cellist) (* 2003), deutscher Cellist
- Lisa Martin (Politikwissenschaftlerin) (* 1961), US-amerikanische Politikwissenschaftlerin
- Lisa Martin (Reiterin), australische Para-Dressurreiterin
- Lisa Martin-Ondieki (* 1960), australische Langstreckenläuferin
- Lock Martin (1916–1959), US-amerikanischer Schauspieler
- Lodoïs de Martin du Tyrac, Comte de Marcellus (1795–1861), französischer Diplomat und Gräzist
- Logan Martin (* 1993), australischer Radsportler
- Lope Martín († nach 1565), spanischer Seefahrer
- Lorena Martín (* 1996), spanische Leichtathletin
- Lori Martin (1947–2010), US-amerikanische Schauspielerin
- Louis Martin (1823–1894), Vater von Therese von Lisieux, siehe Zélie und Louis Martin
- Louis Martin (Schwimmer) (1875–?), französischer Schwimmer und Wasserballspieler
- Louis Martin, Pseudonym von Helfried Schreiter (1935–1992), deutscher Schriftsteller
- Louis Martin (Gewichtheber) (1936–2015), britischer Gewichtheber
- Louis Martin-Chauffier (1894–1980), französischer Schriftsteller
- Luc-Ewen Martin-Fenouillet, französischer Spezialeffektkünstler
- Luca Martin (Rugbyspieler) (* 1973), italienischer Rugby-Union-Spieler
- Luca Martin (Radsportler, 2002) (* 2002), französischer Mountainbiker
- Luca Martin (Radsportler, 2004) (* 2004), deutscher Radsportler
- Lucien Martin (1908–1950), kanadischer Violinist und Dirigent
- Ludovic Martin (Radsportler) (* 1976), französischer Radrennfahrer
- Ludovic Martin (Turner) (* 1983), Schweizer Trampolinturner
- Ludwig Martin (Lepidopterologe) (1858–1924), deutscher Schmetterlingskundler
- Ludwig Martin (Politiker), deutscher Politiker (SDP), MdL Braunschweig
- Ludwig Martin (1909–2010), deutscher Jurist
- Luis Martin (Badminton), brasilianischer Badmintonspieler
- Luis Martín García (1846–1906), spanischer Ordensgeistlicher
- Luis Martín-Santos (1924–1964), spanischer Schriftsteller und Psychiater
- Luis Dario Martín (* 1961), argentinischer Geistlicher, Weihbischof in Santa Rosa
- Luis Felipe Gallardo Martín del Campo (* 1941), mexikanischer Ordensgeistlicher, Bischof von Veracruz
- Luis Marín de San Martín (* 1961), spanischer Ordensgeistlicher und Kurienbischof
- Luis Miguel Martín (* 1972), spanischer Leichtathlet
- Luis Gutiérrez Martín (1931–2016), spanischer Geistlicher, Bischof von Segovia
- Luisgé Martín (* 1962), spanischer Schriftsteller
- Luther Martin (1748–1826), US-amerikanischer Politiker
- Lutz Martin (* 1954), deutscher Archäologe
- Lynn Martin (Drehbuchautorin), US-amerikanische Drehbuchautorin
- Lynn Morley Martin (* 1939), US-amerikanische Politikerin

#### M
- Madeleine Martin (Schauspielerin, 1991) (* 1991), schwedische Schauspielerin
- Madeleine Martin (Schauspielerin, 1993) (* 1993), US-amerikanische Schauspielerin, Sängerin und Synchronsprecherin
- Mae Martin (* 1987), kanadische Komikerin und Schauspielerin
- Magdalena Müller-Martin (1893–1980), deutsche Bildhauerin
- Magdeleine Martin (1921–2015), kanadische Pianistin und Musikpädagogin
- Malachi Martin (1921–1999), irisch-US-amerikanischer Priester und Autor
- Malaury Martin (* 1988), französischer Fußballspieler
- Manuel Gutiérrez Martín (1913–1936), spanischer Geistlicher, Missionar und Märtyrer
- Marcelle Martin (1917–2014), kanadische Pianistin und Musikpädagogin
- Marcelo González Martín (1918–2004), spanischer Geistlicher, Erzbischof von Toledo
- Mardik Martin (1934–2019), US-amerikanischer Drehbuchautor
- María Martín (Schauspielerin) (1923–2014), spanische Schauspielerin
- Maria Clementine Martin (1775–1843), deutsche Klosterfrau und Erfinderin des „Klosterfrau Melissengeist“
- María P. Martín (* 1960), spanische Pilzkundlerin
- Maria Serrat i Martín (* vor 1974), katalanische Kulturmanagerin
- Marianne Martin (* 1935), deutsche Mundartsprecherin, Heimatdichterin und Fernsehmoderatorin
- Marianne Martin (Radsportlerin) (* 1957), US-amerikanische Radrennfahrerin
- Mariano Martín (1919–1998), spanischer Fußballspieler
- Marie Martin (1856–1926), deutsche Lehrerin, Frauenrechtlerin und Essayistin
- Marie Louise Martin (1912–1990), Schweizer Theologin und Missionarin
- Marie T. Martin (1982–2021), deutsche Lyrikerin
- Marilyn Martin (* 1954), US-amerikanische Sängerin
- Mario De Martin (1950–2015), österreichischer Verbandsfunktionär
- Mario Martin (* 1973), deutscher Vater, siehe Sternenkind
- Mario Martín (* 2004), spanischer Fußballspieler
- Marion Martin (1908–1985), US-amerikanische Schauspielerin
- Mark Martin (* 1959), US-amerikanischer Rennfahrer
- Marko Martin (* 1970), deutscher Schriftsteller und Publizist
- Marsai Martin (* um 2004), US-amerikanische Schauspielerin und Synchronsprecherin
- Marta Martin (Schauspielerin, 1966) (* 1966), US-amerikanische Schauspielerin
- Marta Martín (Schauspielerin, 1990) (* 1990), spanische Schauspielerin, Filmproduzentin und Regisseurin
- Marta Martin (Schauspielerin, 1999) (* 1999), deutsche Schauspielerin
- Marty Martin (1897–1964), US-amerikanischer Filmtechniker
- Marvin Martin (* 1988), französischer Fußballspieler
- Mary Ann Martin (1817–1884), englisch-neuseeländische christliche Lehrerin und Autorin
- Mary Martin (Künstlerin) (1907–1969), britische Malerin und Bildhauerin
- Mary Martin (Schauspielerin) (1913–1990), US-amerikanische Schauspielerin
- Mary Martin (Tennisspielerin), US-amerikanische Tennisspielerin
- Mary Louisa Martin (1865–1941), irische Tennisspielerin
- Maryse Martin (1906–1984), französische Schauspielerin und Sängerin
- Mathias Martin (Orgelbauer) (1765–1825), deutscher Orgelbauer
- Mathias Martin (Architekt) (1882–1943), luxemburgischer Architekt
- Matt Martin (Eishockeyspieler, 1971) (* 1971), US-amerikanischer Eishockeyspieler und -trainer
- Matt Martin (Eishockeyspieler, 1989) (* 1989), kanadischer Eishockeyspieler
- Maurice de Martin (* 1969), deutscher Jazzmusiker
- Max Martin (Archäologe) (1939–2016), Schweizer Archäologe
- Max Martin (Musiker) (* 1971), schwedischer Musiker
- Maxime Martin (* 1986), belgischer Rennfahrer
- Mayte Martín (* 1965), spanische Sängerin und Komponistin
- Meaghan Jette Martin (* 1992), US-amerikanische Schauspielerin
- Médéric Martin (1869–1946), kanadischer Industrieller und Politiker
- Mel Martin (Musiker) (1942–2017), US-amerikanischer Jazzmusiker
- Mel Martin (Schauspielerin) (Melanie Jayne Martin; * 1947), britische Schauspielerin
- Melissa Martin (* 1976), australische Squashspielerin
- Mia Martin (* 1965), Schweizer Schauspielerin
- Michael Martin (Philosoph) (1932–2015), US-amerikanischer Philosoph
- Michael Martin, Baron Martin of Springburn (1945–2018), britischer Politiker
- Michael Martin, bekannt als Iz the  Wiz (1958–2009), US-amerikanischer Streetart-Künstler
- Michael Martin (evangelischer Theologe) (* 1959), Oberkirchenrat der Evangelisch-lutherischen Kirche in Bayern
- Michael Martin (Bischof) (* 1961), US-amerikanischer Ordensgeistlicher, Bischof von Charlotte
- Michael Martin (Fotograf) (* 1963), deutscher Fotograf und Autor
- Michael Martin (Fußballspieler) (* 2000), deutscher Fußballspieler
- Michael Craig-Martin (* 1941), irisch-britischer Maler und Installationskünstler
- Micheál Martin (* 1960), irischer Politiker
- Michelle Martin (Straftäterin) (* 1960), belgische Straftäterin
- Michelle Martin (Squashspielerin) (* 1967), australische Squashspielerin
- Mick Martin (* 1956), australischer Rugby-Union-Spieler
- Miguel Ángel Martín (Comicautor) (* 1960), spanischer Comicautor
- Miguel Ángel Martín (Golfspieler) (* 1962), spanischer Golfspieler
- Miguel Ángel Martín (Sportfunktionär), spanischer Sportfunktionär
- Miguel Ángel Martín Duque (* 2007), spanischer Handballspieler
- Miguel Ángel Martín Perdiguero (* 1972), spanischer Radrennfahrer
- Miguel Ángel Martín Prieto (* 1970), spanischer Beachvolleyballspieler
- Mihaela Martin (* 1958), rumänische Geigerin und Pädagogin
- Mikael Martin (* 1967), niederländischer Schauspieler und Theaterregisseur
- Mike Martin (* 1976), kanadischer Eishockeyspieler
- Miklós Martin (1931–2019), ungarischer Wasserballspieler
- Milo Martin (1893–1970), Schweizer Bildhauer
- Mireille Martin-Deschamps, französische Mathematikerin und Hochschullehrerin
- Mitzi Martin (* 1967), US-amerikanisches Model und Filmschauspielerin
- Monika Martin (* 1962), österreichische Schlagersängerin und Komponistin
- Monika Martin (Autorin) (* 1969), deutsche Autorin
- Monroe Harnish Martin (1907–2007), US-amerikanischer Mathematiker
- Moon Martin (1950–2020), US-amerikanischer Sänger und Songwriter
- Morgan Lewis Martin (1805–1887), US-amerikanischer Politiker
- Mungo Martin (1879–1962), kanadischer Künstler

#### N
- Nan Martin (1927–2010), US-amerikanische Schauspielerin
- Nasser Martin-Gousset (* 1965), französischer Tänzer und Choreograf
- Neil Martin (Fußballspieler) (* 1940), schottischer Fußballspieler
- Neil Martin (Schwimmer) (* 1955), australischer Schwimmer
- Neil Martin (Radsportler) (* 1960), britischer Radsportler
- Neil Martin (Mathematiker) (* 1972), britischer Mathematiker
- Nelson Martin (* 2006), deutscher Basketballspieler
- Nicholas Martin (Regisseur) (1938–2014), US-amerikanischer Theaterregisseur
- Nicholas Martin (Drehbuchautor), britischer Drehbuchautor und Produzent
- Nick Martin (Musiker) (Nicholas Anthony Martin; * 1982), US-amerikanischer Musiker
- Nick Martin (Autor) (* 1986), deutscher Autor
- Nick Martin (Footballspieler) (* 2002), US-amerikanischer American-Football-Spieler
- Nicolas Martin (* 1989), französischer Nordischer Kombinierer
- Nicolaus Martin (1780–1869), deutscher Pulverfabrikant und Politiker
- Noah Martin (1801–1863), US-amerikanischer Politiker
- Noah Martin (Autorin) (* 1971), deutsche Autorin
- Noël Martin (1959–2020), britisch-jamaikanischer Bauunternehmer
- Norbert Martin (1936–2020), deutscher Soziologe
- Norbert Martin (Leichtathlet), deutscher Langstreckenläufer
- Norrie Martin (um 1939–2013), schottischer Fußballspieler

#### O
- Oliver Martin (Radsportler) (* 1946), US-amerikanischer Radrennfahrer und Radsporttrainer
- Oliver Martin (Snowboarder) (* 2008), US-amerikanischer Snowboarder
- Óscar Velasco Martín (* 1973), spanischer Koch
- Oskar Martin-Amorbach (1897–1987), deutscher Maler
- Osmond Peter Martin (1930–2017), belizischer Geistlicher, Bischof von Belize City-Belmopan
- Otto Martin (Bildhauer) (1872–1950), deutscher Holzbildhauer
- Otto Martin (Politiker) (1897–1972), deutscher Politiker (SPD), MdA Berlin
- Otto Martin (Biologe) (1911–1985), deutscher Biologe, SS-Sturmbannführer und Kriminalpolizist
- Otto Martin (Kunsthistoriker) (Willi Otto Martin), deutscher Kunsthistoriker und Museumspädagoge

#### P
- Pablo Martín Caminero (* 1974), spanischer Jazzmusiker
- Pablo Martín Jones (* 1980), US-amerikanischer Jazz- und Weltmusiker
- Pamela Martin (Filmeditorin), US-amerikanische Filmeditorin
- Pamela Sue Martin (* 1953), US-amerikanische Schauspielerin
- Paolo Martin (* 1943), italienischer Designer
- Patrice Martin (Wasserskifahrer) (* 1964), französischer Wasserskifahrer
- Patrice Martin (Boxer) (* 1956), beninischer Boxer
- Patrice Martin-Lalande (* 1947), französischer Politiker
- Patrick Martin (Bobfahrer) (1923–1987), US-amerikanischer Bobfahrer
- Patrick M. Martin (1924–1968), US-amerikanischer Politiker
- Patrick „Pat“ Martin (* 1955), kanadischer Politiker
- Patrick Martin (Ringname Alex Shelley; * 1983), US-amerikanischer Wrestler
- Patrick Steve Martin (* 1986), deutscher Profi-Skater und Unternehmer
- Patrick Martin (Rennfahrer), französischer Rennfahrer
- Paul Martin (Politiker, 1859) (1859–1913), deutscher Politiker
- Paul Martin (Tiermediziner) (1861–1937), deutscher Veterinärmediziner und Hochschullehrer
- Paul Martin (Fotograf) (1864–1944), englischer Fotograf
- Paul Martin (Eishockeyspieler, 1883) (1883–1945), deutscher Eishockeyspieler
- Paul Martin (Regisseur) (1899–1967), österreichisch-ungarischer Regisseur
- Paul Martin (Bobfahrer), deutscher Bobsportler
- Paul Martin (Leichtathlet) (1901–1987), Schweizer Leichtathlet
- Paul Martin (Musiker) (* 1927), deutscher Musiker
- Paul Martin (Politiker, 1938) (* 1938), kanadischer Politiker
- Paul Martin (Autor) (* 1958), österreichischer Schriftsteller
- Paul Martin (Bischof) (* 1967), neuseeländischer Ordensgeistlicher, römisch-katholischer Erzbischof von Wellington
- Paul Martin (Politiker, 1967) (* 1967), schottischer Politiker
- Paul Martin (Rugbyspieler) (* 1967), australischer Rugby-League-Spieler
- Paul Martin (Eishockeyspieler, 1981) (* 1981), US-amerikanischer Eishockeyspieler
- Paul C. Martin (Physiker) (Paul Cecil Martin; 1931–2016), US-amerikanischer Physiker und Hochschullehrer
- Paul C. Martin (Wirtschaftswissenschaftler) (Paul Christoph Martin; 1939–2020), deutscher Wirtschaftswissenschaftler und Journalist
- Paul-Edmond Martin (1883–1969), Schweizer Historiker
- Paul Joseph James Martin (1903–1992), kanadischer Politiker
- Paul-René Martin (1929–2002), Schweizer Politiker
- Paul S. Martin (Archäologe) (Paul Sidney Martin; 1899–1974), US-amerikanischer Archäologe
- Paul S. Martin (Paläontologe) (Paul Schultz Martin; 1928–2010), US-amerikanischer Paläontologe
- Pauline Martin (1861–1951), französische Nonne
- Pauline Martin (Volleyballspielerin) (* 2002), belgische Volleyballspielerin
- Per Martin-Löf (* 1942), schwedischer Logiker und Philosoph
- Peter Martin (Politiker) (1888–1970), deutscher Politiker (NSDAP)
- Peter Martin (Agrarwissenschaftler) (1927–1994), deutscher Agrarwissenschaftler und Biologe
- Peter Martin (Schauspieler) (1941–2023), britischer Schauspieler
- Peter Martin (Komponist), Komponist
- Peter Martin (Leichtathlet) (* 1964), neuseeländischer Leichtathlet
- Peter Martin (Fußballspieler) (* 1968), deutscher Fußballtorhüter
- Peter Martin (Cricketspieler) (* 1968), englischer Cricketspieler
- Peter Martin (Dartspieler) (* 1975), slowakischer Dartspieler
- Peter Martin (Footballspieler) (* 2005/2006), deutscher American-Football-Spieler
- Petr Martin (* 1989), tschechischer Squashspieler
- Philip Martin (Filmeditor) (1916–1974), US-amerikanischer Filmeditor
- Philip Martin (Lyriker) (1931–2005), australischer Lyriker und Übersetzer
- Philip Martin (Komponist) (* 1947), irischer Pianist und Komponist
- Philip Martin (Regisseur), britischer Regisseur
- Philip Michael Dunlop Martin (20. Jh.), Pilzkundler in Südafrika
- Philipp Martin (* 1984), deutscher Musiker
- Philipp Joseph Martin (1736–1804), deutscher Theologe, Kanoniker und Bibliothekar
- Philippe Martin (Politiker, 1949) (Philippe Armand Martin; * 1949), französischer Politiker (UMP), Abgeordneter für Marne
- Philippe Martin (Politiker, 1953) (* 1953), französischer Politiker (PS), Abgeordneter für Gers
- Philippe Martin (Rennfahrer) (* 1955), belgischer Automobilrennfahrer
- Philippe Martin (Historiker) (* 1961), französischer Historiker
- Philippe Martin (Wirtschaftswissenschaftler) (1966–2023), französischer Wirtschaftswissenschaftler
- Philippe Martin (Filmproduzent) (* 1966), französischer Filmproduzent
- Philippe Martin (Schauspieler), kanadischer Schauspieler
- Phillip Martin (1927–2014), britischer Maler
- Pia Maria Martin (* 1974), deutsche Künstlerin
- Pierre Martin (Admiral) (1752–1820), französischer Admiral
- Pierre Martin (Architekt, I) (1824–1871), französischer Architekt
- Pierre Martin (Architekt, II), französischer Architekt
- Pierre Martin (Autor), Pseudonym eines deutschen Schriftstellers
- Pierre-Denis Martin (um 1663–1742), französischer Maler
- Pierre Edmond Martin (1783–??), französischer Maler und Restaurator
- Pierre-Émile Martin (1824–1915), französischer Hüttentechniker
- Pierre-François Martin-Laval (* 1968), französischer Schauspieler, Filmregisseur und Drehbuchautor
- Pit Martin (1943–2008), kanadischer Eishockeyspieler
- Priska von Martin (1912–1982), deutsche Bildhauerin und Zeichnerin

#### Q
- Quinn Martin (1922–1987), US-amerikanischer Fernsehproduzent

#### R
- Rafael Martín Vázquez (* 1965), spanischer Fußballspieler
- Ralph Martin (Pianist) (1926–2018), US-amerikanischer Jazzmusiker
- Ralph Martin (Sänger) (1935–2010), US-amerikanischer Pianist und Sänger
- Ralph Martin (Schauspieler) (* 1970), deutscher Schauspieler
- Ralph Martin (Drehbuchautor), deutscher Drehbuchautor und Regisseur
- Ralph G. Martin (eigentlich Ralph Martin Goldberg; 1920–2013), US-amerikanischer Autor und Verleger
- Ralph P. Martin (Theologe) (Ralph Philip Martin; 1925–2013), britischer Theologe
- Ralph P. Martin (Schauspieler) († 2017), US-amerikanischer Schauspieler
- Ramón Martín Huerta (1957–2005), spanischer Politiker
- Raúl Martín (Schwimmer) (* 1941), kubanischer Schwimmer
- Raúl Martín (Bischof) (* 1957), argentinischer Geistlicher, römisch-katholischer Erzbischof von Paraná
- Raúl Martín (Künstler) (* 1964), spanischer Illustrator
- Raúl Martín (Fußballspieler) (* 1979), spanischer Fußballspieler
- Ray Martin (1918–1988), britischer Arrangeur und Orchesterleiter
- Raynald Martin (Raynald Edouard Martin; 1906–1998), Schweizer Geistlicher
- Raymond Martin (Bildhauer) (1910–1992), französischer Bildhauer und Maler
- Raymond Martin (Radsportler) (* 1949), französischer Radrennfahrer
- Raymond Martin (Verleger) (* 1953), deutscher Verleger
- Raymond Martin (Leichtathlet) (* 1992), US-amerikanischer Leichtathlet
- Raymonde Martin (Bildhauerin) (1887–1977), französische Bildhauerin
- Raymonde Martin (1923–2019), kanadische Cellistin und Musikpädagogin
- Răzvan Martin (* 1991), rumänischer Gewichtheber

- Rebecca Martin (Opernsängerin) (* 1965/1966), US-amerikanische Opernsängerin (Mezzosopran)
- Rebecca Martin (Jazzsängerin) (* 1969), US-amerikanische Folk- und Jazzsängerin und Songwriterin
- Rebecca Martin (Autorin) (* 1990), deutsche Schriftstellerin und Drehbuchautorin
- Reginald Martin (1887–1981), britischer Lacrossespieler
- Rémi Martin (* 1965), französischer Schauspieler
- Rémi Martin (Artist) (* 1985), deutscher Artist
- Renate Martin (* 1965), österreichische Szenenbildnerin
- René Martin (1846–1925), französischer Libellenkundler
- Reynaldo Martín (1944–2012), argentinischer Tangosänger, -komponist und -dichter
- Rhona Martin (* 1966), schottische Curlerin
- Rhonda Bell Martin (um 1908–1957), US-amerikanische Serienmörderin
- Riccardo Martin (1874–1952), US-amerikanischer Opernsänger (Tenor)
- Richard Martin (Tierschützer) (1754–1834), irischer Tierschützer und Politiker
- Richard Martin, 1. Baronet (of Cappagh) (1831–1901), britischer Adliger und Unternehmer
- Richard Martin, 1. Baronet (of Overbury Court) (1838–1916), britischer Adliger und Politiker
- Richard Martin (Politiker) (1876–1951), deutscher Politiker (DNVP)
- Richard Martin (Anglist) (1934–2022), britischer Anglist
- Richard Martin (Regisseur) (* 1956), kanadischer Filmregisseur, -produzent und Tontechniker
- Richard Frewen Martin (1918–2006), britischer Testpilot
- Richard Milton Martin (1916–1985), US-amerikanischer Logiker
- Richard P. Martin (* 1954), US-amerikanischer Klassischer Philologe
- Rick Martin (1951–2011), kanadischer Eishockeyspieler
- Ricky Martin (* 1971), puerto-ricanischer Sänger
- Rita Martin (1875–1958), britische Fotografin
- Robert Martin (Politiker) (1833–1897), US-amerikanischer Jurist und Politiker
- Robert Martin (Mediziner) (1864–1929), deutscher Generalarzt
- Robert Martin (Bobfahrer) (1900–1942), US-amerikanischer Bobfahrer
- Robert Martin (Schachspieler) (1910–1978), kanadischer Schachspieler
- Robert Martin (Tontechniker) (1916–1992), US-amerikanischer Tontechniker
- Robert Martin (Ruderer) (1925–2012), US-amerikanischer Ruderer
- Robert Martin (Offizier) (* 1934), deutscher Brigadegeneral
- Robert Martin (Linguist) (* 1936), französischer Romanist und Linguist
- Robert Martin (Musiker) (* 1948), US-amerikanischer Musiker
- Robert Martin (Leichtathlet) (* 1950), kanadischer Sprinter
- Robert Martin (Komponist) (* 1952), US-amerikanischer Komponist
- Robert Martin (Radsportler), deutscher Mountainbiker
- Robert Martin-Achard (1919–1999), Schweizer Geistlicher und Hochschullehrer
- Robert Cecil Martin (* 1952), US-amerikanischer Informatiker
- Robert D. Martin, US-amerikanischer Biologe
- Robert N. Martin (1798–1870), US-amerikanischer Politiker
- Rodney Martin (* 1965), australischer Squashspieler
- Rogatien-Joseph Martin (1849–1912), französischer Priester, Apostolischer Vikar der Marquesas-Inseln
- Roger Martin du Gard (1881–1958), französischer Schriftsteller
- Roland Martin (Mediziner, 1726) (1726–1788), schwedischer Anatom
- Roland Martin (Archäologe) (1912–1997), französischer Archäologe
- Roland Martin (Bildhauer) (* 1927), deutscher Bildhauer
- Roland Martin (Mediziner, 1957) (* 1957), deutscher Neurologe und Hochschullehrer
- Roland Martin (Kunsthistoriker) (* 1964), österreichischer Kunsthistoriker
- Roland Martin (Journalist) (* 1968), US-amerikanischer Journalist
- Rolando Martín (* 1968), argentinischer Rugby-Union-Spieler
- Rolf Martin (1922–1999), deutscher General
- Romario Martin (* 1999), Fußballspieler von St. Kitts und Nevis
- Roberta Martin (1907–1969), US-amerikanische Gospelmusikerin
- Ross Martin (1920–1981), US-amerikanischer Schauspieler
- Ross Martin (Skilangläufer) (1943–2011), australischer Skilangläufer
- Roxbert Martin (* 1969), jamaikanischer Leichtathlet
- Rubén Castro Martín (* 1981), spanischer Fußballspieler, siehe Rubén Castro
- Rudolf Martin (Richter) (1834–1916), hamburgischer Richter
- Rudolf Martin (Anthropologe) (1864–1925), Schweizer Anthropologe
- Rudolf Martin (Autor) (1867–1939), deutscher Beamter und Schriftsteller, insbesondere Verleger und Verfasser des Jahrbuchs der Millionäre
- Rudolf Martin (Physiker) (1925–1994), deutscher Akustiker
- Rudolf Martin (Schauspieler) (* 1967), deutscher Schauspieler
- Russell Martin (Baseballspieler) (* 1983), kanadischer Baseballspieler
- Russell Martin (Fußballspieler) (* 1986), schottischer Fußballspieler
- Ruth Martin-Jones (* 1947), britische Leichtathletin
- Ryan Martin (* 1993), samoanischer Fußballspieler

#### S
- Sally Martin (* 1985), neuseeländische Schauspielerin
- Sam Martin (* 1983), US-amerikanischer Singer-Songwriter
- Sandy Martin (* 1949), US-amerikanische Schauspielerin
- Sara Martin (1884–1955), US-amerikanische Bluessängerin
- Sara Martín (* 1999), spanische Radrennfahrerin
- Sascha Oliver Martin (* 1970), deutscher Fernsehmoderator
- Scott Martin (Regisseur) (* 1975), US-amerikanischer Regisseur, Drehbuchautor, Produzent und Schauspieler
- Scott Martin (Leichtathlet) (* 1982), australischer Leichtathlet
- Scott Martin (Radsportler), US-amerikanischer Radsportler
- Scott Martin (Rallyebeifahrer) (* 1982), britischer Rallyebeifahrer
- Scott Martin (Fußballspieler) (* 1997), schottischer Fußballspieler
- Sebastià Alzamora i Martín (* 1972), katalanischer Schriftsteller und Verleger
- Selina Martin (1882–1972), englisch-britische Suffragette
- Séra Martin (1906–1993), französischer Leichtathlet
- Shaun Martin (1978–2024), US-amerikanischer Gospel- und Fusionmusiker
- Sheilah Martin (* 1956), kanadische Juristin
- Siegmund Peter Martin (1780–1834), deutscher Politiker
- Silvia Martin (* 1987), italienische Ruderin
- Silvia Arderíus Martin (* 1990), spanische Handballspielerin
- Simeon Martin (1754–1819), US-amerikanischer Politiker
- Simona Martin (* 1975), italienische Naturbahnrodlerin
- Skip Martin (Musiker) (Lloyd Vernon Martin; 1916–1976), US-amerikanischer Jazzmusiker
- Skip Martin (Schauspieler) (eigentlich Derek George Horowitz; 1928–1984), britischer Schauspieler
- Slater Martin (1925–2012), US-amerikanischer Basketballspieler
- Sonequa Martin-Green (* 1985), US-amerikanische Schauspielerin
- Sonja Martin (1962–2019), österreichische Schauspielerin
- Sophie G. Martin (* 1975), Schweizer Biologin
- Spencer Martin (* 1995), kanadischer Eishockeyspieler
- Stacy Martin (* 1990), französische Schauspielerin
- Stefanie Martin-Kilcher (* 1945), Schweizer Provinzialrömische Archäologin
- Steffi Martin, Geburtsname von Steffi Walter (1962–2017), deutsche Rennrodlerin
- Stephen Martin (* 1959), britischer Hockeyspieler
- Steve Martin (* 1945), US-amerikanischer Komiker, Schriftsteller, Musiker, Produzent und Schauspieler
- Steve Martin (Leichtathlet) (* 1959), britischer Mittelstreckenläufer
- Steve Martin (Rennfahrer) (* 1968), australischer Motorradrennfahrer
- Steve Martin (Snookerspieler), englischer Snookerspieler
- Strother Martin (1919–1980), US-amerikanischer Schauspieler
- Stu Martin (1938–1980), US-amerikanischer Jazzschlagzeuger
- Stuart Martin (* 1986), britischer Schauspieler
- Suse Martin (* 1949), deutsche Juristin und Richterin
- Sybille Martin (* 1958), deutsche Übersetzerin
- Sydney Errington Martin (1883–1970), US-amerikanischer Architekt

#### T
- T. J. Martin (Thomas McKay Martin; * 1979), US-amerikanischer Filmemacher
- Teddy Martin (1922–2019), französischer Jazzmusiker
- Theodor Martin (1839–1906), deutscher Priester
- Theodor Martin (Manager) (1888–nach 1971), deutscher Jurist und Wirtschaftsmanager
- Theodore Martin (1816–1909), britischer Schriftsteller und Übersetzer
- Theodore D. Martin (* 1960), pensionierter US-amerikanischer Generalleutnant
- Thomas Martin (Chorleiter) (1909–1984), amerikanischer Übersetzer und Chorleiter
- Thomas Martin (Eishockeyspieler) (* 1938), US-amerikanischer Eishockeyspieler
- Thomas Martin (Musiker), Kontrabassist
- Thomas Martin (Fußballspieler) (* 1958), deutscher Fußballspieler
- Thomas Martin (Paläontologe) (* 1960), deutscher Paläontologe
- Thomas Martin (Autor) (* 1963), deutscher Autor und Dramaturg
- Thomas Martin (Historiker) (* 1964), britischer Historiker
- Thomas Martin (Koch) (* 1966), deutscher Koch
- Thomas Martin (Schachspieler) (* 1966), deutscher Schachspieler
- Thomas Martin (Journalist) (* 1967), Journalist
- Thomas Martin (Drehbuchautor) (* 1981), irischer Drehbuchautor
- Thomas Balou Martin (* 1962), deutscher Fernsehmoderator und Schauspieler
- Thomas Barnwall Martin (1784–1847), irischer Politiker
- Thomas Byam Martin (1773–1854), britischer Marineoffizier und Politiker
- Thomas E. Martin (1893–1971), US-amerikanischer Politiker
- Thomas Hector Martin (1913–1985), britischer Science-Fiction-Autor (Pseudonym: Martin Thomas)
- Thomas S. Martin (1847–1919), US-amerikanischer Politiker
- Tienchi Martin-Liao (* 1947), chinesische Autorin und Übersetzerin
- Till Martin (* 1968), deutscher Jazzmusiker
- Timothy Martin (* 2001), belgisch-luxemburgischer Fußballspieler
- Todd Martin (* 1970), US-amerikanischer Tennisspieler
- Tomás Martín (* 1970), spanischer Schauspieler
- Tony Martin (Schauspieler, 1913) (1913–2012), US-amerikanischer Schauspieler und Sänger
- Tony Martin (* 1940), US-amerikanischer Mathematiker, siehe Donald A. Martin
- Tony Martin (Historiker) (1942–2013), US-amerikanischer Historiker
- Tony Martin (Rennfahrer), südafrikanischer Automobilrennfahrer
- Tony Martin (Schauspieler, 1953) (* 1953), australischer Schauspieler
- Tony Martin (Rocksänger) (* 1957), britischer Rocksänger
- Tony Martin (Schauspieler, 1964) (* 1964), neuseeländischer Schauspieler, Comedian, Drehbuchautor und Regisseur
- Tony Martin (Footballspieler) (* 1965), US-amerikanischer American-Football-Spieler
- Tony Martin (Rugbyspieler) (* 1978), australischer Rugby-League-Spieler
- Tony Martin (Dartspieler) (* 1981), englischer Dartspieler
- Tony Martin (Radsportler) (* 1985), deutscher Radrennfahrer
- Torrell Martin (* 1985), US-amerikanischer Basketballspieler
- Tracey Martin (* 1964), neuseeländische Politikerin der Partei New Zealand First
- Trade Martin (* 1942), US-amerikanischer Sänger, Gitarrist, Songwriter und Arrangeur
- Trayvon Martin (1995–2012), US-amerikanischer Jugendlicher, siehe Todesfall Trayvon Martin
- Troy Kennedy Martin (1932–2009), britischer Drehbuchautor

#### U
- Ulli Martin (* 1946), deutscher Schlagersänger
- Ullrich Martin (* 1963), deutscher Ingenieur und Verkehrswissenschaftler
- Ulrich Martin (Ingenieur) (* 1949), deutscher Ingenieur, Werkstoffwissenschaftler und Hochschullehrer
- Ulrich Martin (Biologe) (* 1967), deutscher Molekularbiologe und Hochschullehrer
- Urs Martin (* 1979), Schweizer Politiker (SVP)
- Úrsula Martín (* 1976), spanische Judoka

#### V
- Valerie Martin (* 1948), US-amerikanische Schriftstellerin
- Vanesa Martín (* 1980), spanische Sängerin, Dichterin und Komponistin
- Verena Martin (1923–1980), Schweizer Politikerin (FDP)
- Vicente Martín y Soler (1754–1806), spanischer Komponist
- Vicente Martín Muñoz (* 1969), spanischer Geistlicher, Weihbischof in Madrid
- Victor Martin (Philologe) (1886–1964), Schweizer Gräzist
- Victor Martin (Widerstandskämpfer) (1912–1989), belgischer Soziologe und Aktivist der belgischen Widerstandsbewegung im Zweiten Weltkrieg
- Victor Martin (Geiger) (1940–2017), spanischer Geiger
- Victor Martin (Fußballspieler) (* 1997), moldawischer Fußballspieler
- Victor Huggo Martin, mexikanischer Schauspieler
- Vio Martin (1906–1986), Schweizer Schriftstellerin
- Virginia De Martin Topranin (* 1987), italienische Skilangläuferin

#### W
- Walden Martin (1891–1966), US-amerikanischer Radrennfahrer
- Walt Martin (1945–2014), US-amerikanischer Tontechniker
- Walter Martin (General) (1766–1834), US-amerikanischer General
- Walter Martin (Rugbyspieler) (1883–1933), englischer Rugbyspieler
- Walter Martin (Radsportler, 1891) richtig: Walden Martin (1891–1966), US-amerikanischer Radsportler
- Walter Martin (Leichtathlet), deutscher Leichtathlet
- Walter Martin (Schauspieler) (1901–1985), deutscher Schauspieler
- Walter Martin (Tennisspieler) (vor 1908–1977), kanadischer Tennisspieler und Richter
- Walter Martin (Dirigent) (1911–1964), deutscher Dirigent und Pianist
- Walter Martin (Radsportler, 1936) (* 1936), italienischer Radsportler
- Walter Ralston Martin (1928–1989), US-amerikanischer Theologe
- Walther Martin (1902–1974), deutscher Anglist und Hochschullehrer
- Wayne Martin (Richter) (* 1952), australischer Richter
- Wayne Martin (Leichtathlet) (* 1955), australischer Diskuswerfer und Kugelstoßer
- Wayne Martin (Fußballspieler) (* 1965), englischer Fußballspieler
- Wayne Martin (Footballspieler) (* 1965), US-amerikanischer American-Football-Spieler
- Werner Martin (Jurist, 1909) (1909–1990), deutscher Jurist und Politiker (CSU)
- Werner Martin (Skispringer), deutscher Skispringer
- Werner Martin (Politiker, 1920) (1920–2010), deutscher Politiker (NDPD), MdV
- Werner Martin (Fussballspieler, I), Schweizer Fußballspieler
- Werner Martin (Jurist, 1942) (* 1942), deutscher Jurist und Konzertveranstalter
- Werner Martin (Fußballspieler, 1949) (* 1949), deutscher Fußballspieler
- Whitmell P. Martin (1867–1929), US-amerikanischer Politiker
- Wilhelm Martin (Kunsthistoriker) (1876–1954), niederländischer Kunsthistoriker
- Wilhelm Martin (Politiker) (1881–1964), deutscher Politiker (Zentrum)
- Wilhelm Martin (Maler) (1894–1969), deutscher Maler
- William Martin, 1. Baron Martin (um 1257–1324), englischer Adliger
- William Martin (Naturforscher) (1767–1810), britischer Naturforscher
- William Martin, 4. Baronet (1801–1895), britischer Admiral und Erster Seelord
- William Martin (Kaufmann) (1806–1859), US-amerikanischer Kaufmann
- William Martin (Richter) (1807–1880), britischer Richter
- William Martin (Segler) (1828–1905), französischer Segler
- William Martin (Sportschütze) (1866–1931), US-amerikanischer Sportschütze
- William Martin (Fußballspieler, 1885) (1885–??), englischer Fußballspieler
- William Martin (Historiker) (1888–1934), Schweizer Historiker, Journalist und Hochschullehrer
- William Martin (1907–??), britischer Offizier, siehe Operation Mincemeat#Major William Martin, Royal Marines
- William Martin (Skeletonpilot) (* 1928), US-amerikanischer Skeletonpilot
- William Martin (Filmeditor),  Filmeditor
- William Martin (Zoologe) (1941–2022), US-amerikanischer Schlangenkundler
- William Martin (Fußballspieler, 2007) (* 2007), dänisch-irischer Fußballspieler
- William Charles Linnaeus Martin (1798–1864), britischer Naturforscher
- William D. Martin (1789–1833), US-amerikanischer Politiker
- William F. Martin (* 1957), US-amerikanischer Evolutionsbiologe, Mikrobiologe und Botaniker
- William H. Martin (William Hamilton Martin; 1931–1987), US-amerikanischer Geheimdienstmitarbeiter und Überläufer
- William Harrison Martin (1823–1898), US-amerikanischer Politiker
- William Henri Martin (1846–1901), Schweizer Architekt
- William McChesney Martin (1906–1998), US-amerikanischer Ökonom und Bankmanager
- William Melville Martin (1876–1970), kanadischer Politiker und Richter
- William Ted Martin (1911–2004), US-amerikanischer Mathematiker
- Willy J. Martin (1921–2015), deutscher Zeitungsverleger
- Wim Martin (* 1952), deutscher Autor und Dichter
- Wolf Martin (1948–2012), österreichischer Autor
- Wolfgang Martin (Dirigent) (1899–1970), deutscher Dirigent
- Wolfgang Martin (Heimatforscher) (1922–2005), deutscher Heimatforscher und Genealoge
- Wolfgang Martin (Jurist) (* 1946/1947), deutscher Jurist und Hochschullehrer
- Wolfgang Martin (* 1952), deutscher Journalist
- Wolfram Martin (* 1945), deutscher Autor

#### X
- Xavier Sala i Martín (* 1962), spanischer Ökonom, Hochschullehrer und Sportfunktionär

#### Z
- Zack Martin (Zachary Edward Martin; * 1990), US-amerikanischer American-Football-Spieler

## Anhang

### Belege
1. ↑  Max Gottschald: Deutsche Namenkunde. Unsere Familiennamen nach ihrer Entstehung und Bedeutung. (1. Aufl. München 1932) 3. Aufl. 1954, Nachdruck Berlin 1971, S. 422.
2. ↑  Statistik „Beliebte Vornamen“
3. ↑  Vornamen der Geborenen. In: STATISTIK AUSTRIA. Bundesanstalt Statistik Österreich, abgerufen am 28. Mai 2025 (deutsch).
4. 1 2 3  Martin. In: Baby-Vornamen. Baby Vornamen, abgerufen am 28. Mai 2025 (deutsch).
5. ↑  Popularity in France. In: Behind the Name. Mike Campbell, abgerufen am 28. Mai 2025 (englisch).
6. ↑  Popularity in Italy. In: Behind the Name. Mike Campbell, abgerufen am 28. Mai 2025 (englisch).
7. ↑  Popularity in Spain. In: Behind the Name. Mike Campbell, abgerufen am 28. Mai 2025 (englisch).
8. ↑  Popularity in Hungary. In: Behind the Name. Mike Campbell, abgerufen am 28. Mai 2025 (englisch).
9. ↑  Popularity in Poland. In: Behind the Name. Mike Campbell, abgerufen am 28. Mai 2025 (englisch).
10. ↑  Popularity in Slovakia. In: Behind the Name. Mike Campbell, abgerufen am 28. Mai 2025 (englisch).
11. ↑  Popularity in Czechia. In: Behind the Name. Mike Campbell, abgerufen am 28. Mai 2025 (englisch).
12. ↑  Popularity in Bulgaria. In: Behind the Name. Mike Campbell, abgerufen am 28. Mai 2025 (englisch).
13. ↑  Popularity in Slovenia. In: Behind the Name. Mike Campbell, abgerufen am 28. Mai 2025 (englisch).
14. ↑  Martin. In: Nordicnames. Judith Ahrholdt, abgerufen am 28. Mai 2025 (englisch).
15. ↑  Popularity in England and Wales. In: Behind the Name. Mike Campbell, abgerufen am 28. Mai 2025 (englisch).
16. ↑  Popularity in Scotland. In: Behind the Name. Mike Campbell, abgerufen am 28. Mai 2025 (englisch).
17. ↑  Popularity in Northern Ireland. In: Behind the Name. Mike Campbell, abgerufen am 28. Mai 2025 (englisch).
18. ↑  Popularity in Ireland. In: Behind the Name. Mike Campbell, abgerufen am 28. Mai 2025 (englisch).
19. ↑  Popularity in the United States. In: Behind the Name. Mike Campbell, abgerufen am 28. Mai 2025 (englisch).
20. ↑  Popularity in Australia (NSW). In: Behind the Name. Mike Campbell, abgerufen am 28. Mai 2025 (englisch).
21. ↑  Popularity in New Zealand. In: Behind the Name. Mike Campbell, abgerufen am 28. Mai 2025 (englisch).
22. ↑  Martin Droschke: Was trinken wir heute? Einen Fastenbock. In: Franken 2024. Franken-Wissen für das ganze Jahr. Emons Verlag, Köln 2023, ISBN 978-3-7408-1797-8, Blatt 15. Februar.